# Sault (Vaucluse)
Pour les articles homonymes, voir Sault.
Sault [so] est une commune française située dans le département de Vaucluse, en région Provence-Alpes-Côte d'Azur.
Ses habitants sont appelés les Saltésiens.

## Géographie

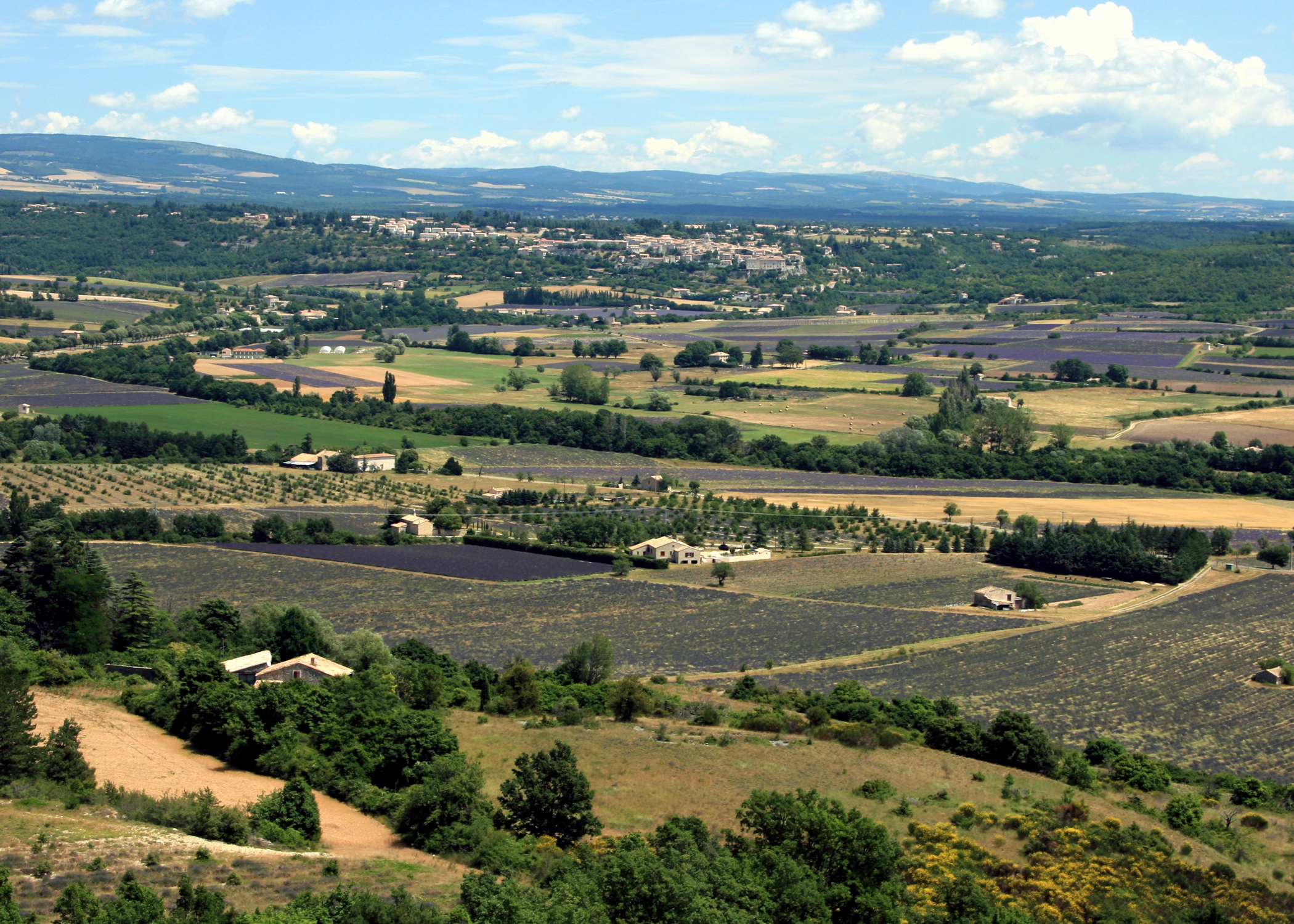
Vue générale de la commune de Sault.

Bâtie en hémicycle, à 765 m d'altitude, sur une avancée rocheuse qui termine le plateau de Vaucluse à l'ouest et domine la vallée de la Nesque, Sault offre une bonne base d'excursions entre le Ventoux, les Baronnies et la montagne de Lure.
Le village se trouve à l'est du mont Ventoux et au nord-est des monts de Vaucluse. Il est posé sur un plateau calcaire en limite du plateau d'Albion, entre pierres, forêts (dont forêt du Défens, bois des Roumigières et bois des Fayettes) et champs de lavande.
| Bédoin, Brantes (par un quadripoint) | Aurel                  |                              |
| Flassan, Monieux                     | Sault                  | Saint-Trinit, Saint-Christol |
| Lioux                                | Saint-Saturnin-lès-Apt | Villars (par un quadripoint) |

### Accès
Du village partent et arrivent de nombreuses routes : les routes départementales 942 et 164 au nord, la route départementale 943 au sud, la route départementale 1 à l'ouest et les routes départementales 30 et 950 à l'est.

### Relief et géologie
Plateaux calcaires d'une altitude moyenne de 1 000 mètres.

Sault, une des communes du piémont du mont Ventoux.

Le point le plus haut est le col de la Frache à 1 575 mètres, au nord-ouest de la commune, sur les contreforts du mont Ventoux.
Grande variété géologique du Crétacé avec formation d'argiles oxydées.
Sault est la commune la plus étendue du Vaucluse : un peu plus de 11 000 hectares.

### Sismicité
À l'exception des cantons de Bonnieux, Apt, Cadenet, Cavaillon, et Pertuis classés en zone Ib (risque faible), tous les cantons du département de Vaucluse sont classés en zone Ia (risque très faible). Ce zonage correspond à une sismicité ne se traduisant qu'exceptionnellement par la destruction de bâtiments.

### Hydrographie

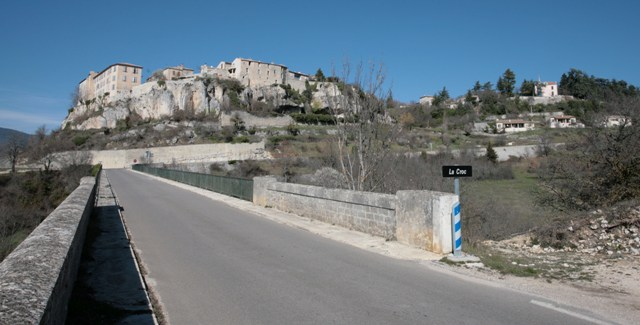
Le pont sur le Croc.

Au pied du village passe le Croc, qui se jette dans la Nesque. Source minérale sulfureuse de Fontbelle.
Au cours des années 1856-1860, un dénommé Carbonnel demanda l'autorisation d'exploiter une source d'eau minérale à Sault. Sa demande resta sans suite.

### Climat
Pour des articles plus généraux, voir Climat de Provence-Alpes-Côte d'Azur et Climat de Vaucluse.
En 2010, le climat de la commune est de type climat méditerranéen altéré, selon une étude du Centre national de la recherche scientifique s'appuyant sur une série de données couvrant la période 1971-2000. En 2020, Météo-France publie une typologie des climats de la France métropolitaine dans laquelle la commune est dans une zone de transition entre le climat de montagne et le climat méditerranéen et est dans la région climatique  Provence, Languedoc-Roussillon, caractérisée par une pluviométrie faible en été, un très bon ensoleillement (2 600 h/an), un été chaud (21,5 °C), un air très sec en été, sec en toutes saisons, des vents forts (fréquence de 40 à 50 % de vents > 5 m/s) et peu de brouillards. 
Pour la période 1971-2000, la température annuelle moyenne est de 10,3 °C, avec une amplitude thermique annuelle de 16,2 °C. Le cumul annuel moyen de précipitations est de 910 mm, avec 6,9 jours de précipitations en janvier et 4 jours en juillet. Pour la période 1991-2020, la température moyenne annuelle observée sur la station météorologique de Météo-France la plus proche, « Saint-Christol », sur la commune de Saint-Christol à 10 km à vol d'oiseau, est de 10,0 °C et le cumul annuel moyen de précipitations est de 1 015,3 mm. 
La température maximale relevée sur cette station est de 39,3 °C, atteinte le 28 juin 2019 ; la température minimale est de −20,1 °C, atteinte le 19 février 1983,,. 
Les paramètres climatiques de la commune ont été estimés pour le milieu du siècle (2041-2070) selon différents scénarios d'émission de gaz à effet de serre à partir des nouvelles projections climatiques de référence DRIAS-2020. Ils sont consultables sur un site dédié publié par Météo-France en novembre 2022.

## Urbanisme

### Typologie
Au 1er janvier 2024, Sault est catégorisée bourg rural, selon la nouvelle grille communale de densité à sept niveaux définie par l'Insee en 2022.
Elle est située hors unité urbaine et hors attraction des villes,.

### Occupation des sols
L'occupation des sols de la commune, telle qu'elle ressort de la base de données européenne d’occupation biophysique des sols Corine Land Cover (CLC), est marquée par l'importance des forêts et milieux semi-naturels (62,4 % en 2018), en diminution par rapport à 1990 (63,6 %). La répartition détaillée en 2018 est la suivante : 
forêts (55,6 %), terres arables (22,7 %), zones agricoles hétérogènes (9,7 %), milieux à végétation arbustive et/ou herbacée (6,8 %), prairies (3,5 %), cultures permanentes (1,2 %), zones urbanisées (0,5 %). L'évolution de l’occupation des sols de la commune et de ses infrastructures peut être observée sur les différentes représentations cartographiques du territoire : la carte de Cassini (XVIIIe siècle), la carte d'état-major (1820-1866) et les cartes ou photos aériennes de l'IGN pour la période actuelle (1950 à aujourd'hui).

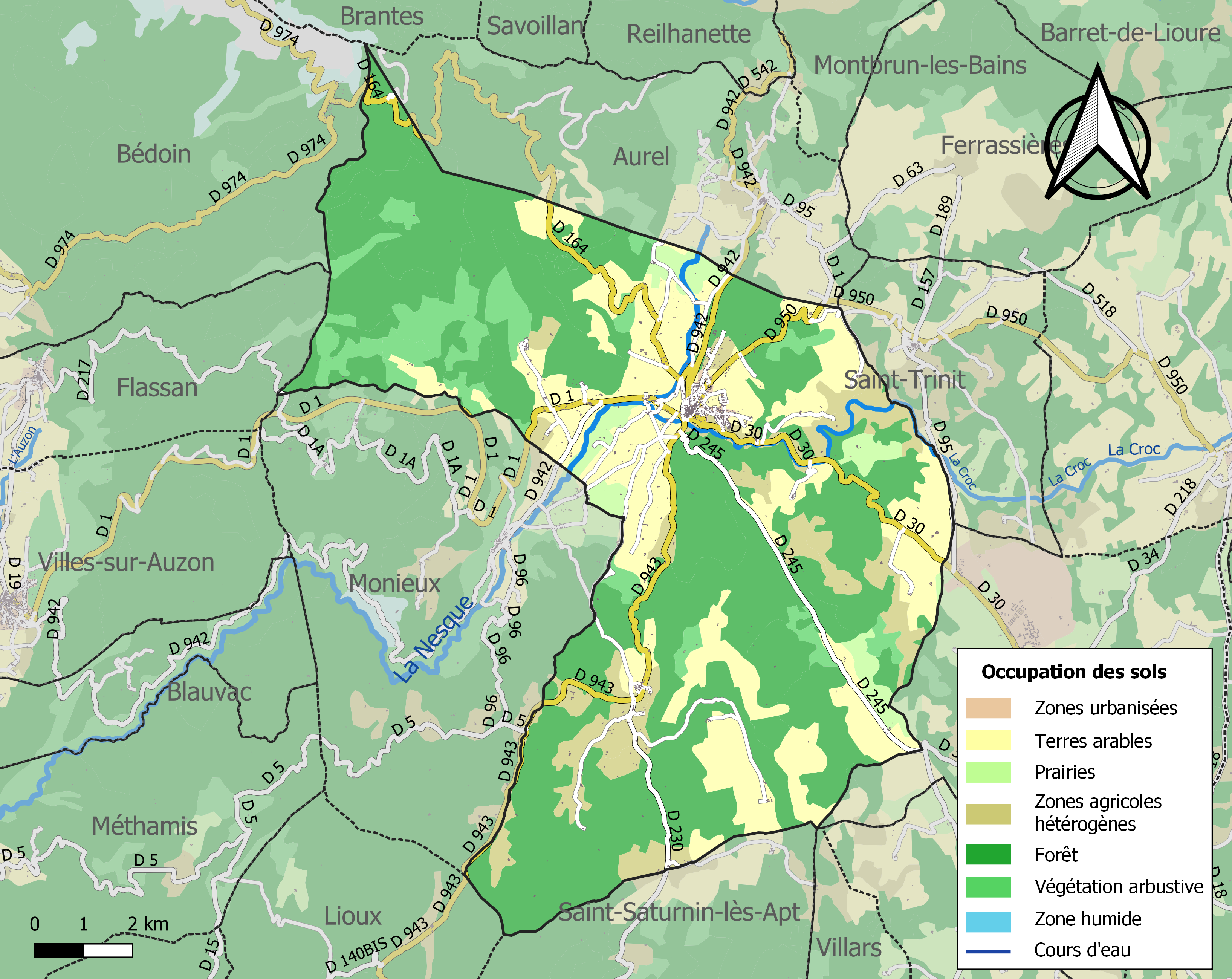
Carte des infrastructures et de l'occupation des sols de la commune en 2018 (CLC).

## Toponymie
Attestée sous la forme Saltus — formation latine signifiant « région montagneuse et boisée » — en 859, et in Salto entre 1040 et 1044.

## Histoire

### Moyen Âge
La localité apparaît pour la première fois dans les textes en 859 (Saltus). Le terme latin saltus désigne une région boisée et montagneuse, sauvage et non-cultivée.

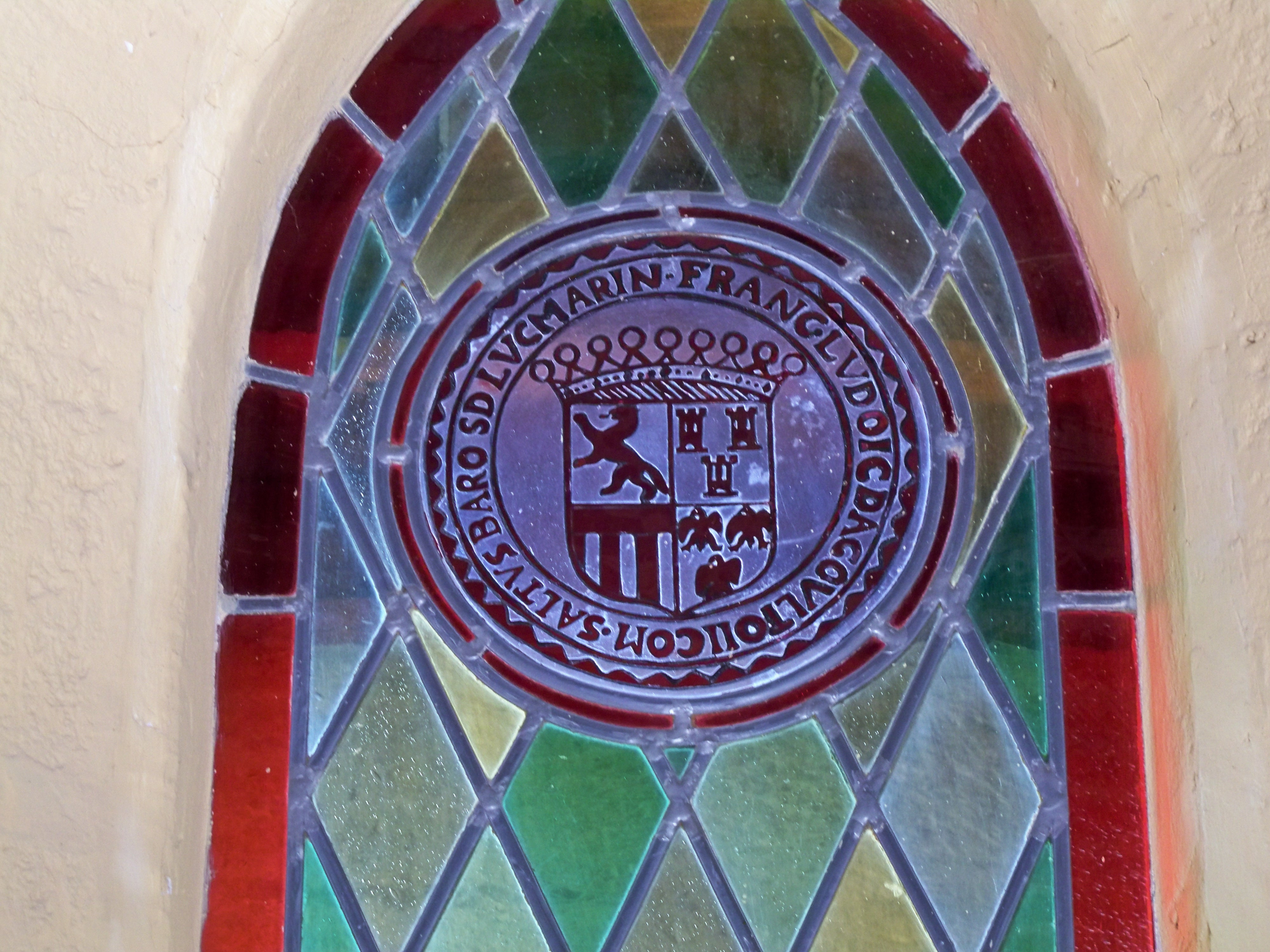
Blason des Agoult, comtes de Sault, au château de Lourmarin.

La seigneurie de Sault appartenait aux d'Agoult, une des quatre grandes familles de Provence (Villeneuve, d'Agoult, et Castellane). Aux XIIe et XIIIe siècles, l'abbaye Saint-André de Villeneuve-lès-Avignon y possédait l’église paroissiale et deux églises rurales (à Anjou et à La Loge), établissements dont elle percevait les revenus.
Pendant toute la période de division du comté de Provence, Sault constitue une enclave neutre entre le comté de Forcalquier, en amont, et le marquisat de Provence, côté Rhône.

### Renaissance, le comté de Sault
Une ordonnance du baron de Sault, datée du 5 avril 1515, fixa un marché hebdomadaire à Sault, tous les mercredis. En même temps, elle octroyait sept foires par an à la capitale de sa seigneurie, les 12 mai, 25 juin, 16 août, 25 novembre, le mercredi qui suit la Sexagésime, le lundi de la semaine de la Passion et le mercredi qui suit le 18 octobre,.
François d'Agoult (1528-1567), gouverneur du Lyonnais, fut récompensé par le roi Charles IX qui érigea sa seigneurie de Sault en comté (1561). Son fils François d'Agoult (1558-1586), 2ᵉ comte de Sault lui succéda. À sa mort, en 1586, son épouse, Chrétienne d'Aguerre, devint la plus puissante veuve de Provence, la 2ᵉ comtesse de Sault. Elle fut inhumée dans l'église paroissiale Saint-Sauveur (Notre-Dame de la Tour) de Sault en 1611, dans le caveau aux côtés de son mari et de ses enfants. Longtemps, les intendants furent de la famille Morard (apparentée aux d'Agoult et aux Villeneuve), famille venant de Pertuis, originaire du Dauphiné.
Pendant les guerres de Religion, les habitants protestants de Forcalquier tentèrent un assaut sur la ville, qui échoua, en 1575.

### Période moderne
Durant la Révolution, c’est à Sault que se crée la troisième société patriotique des Basses-Alpes. La ville et son canton sont rattachés au département de Vaucluse lors de sa création et à la demande des habitants, par arrêté du 24 août 1793.
Le 12 août 1793 fut créé le département de Vaucluse, constitué des districts d'Avignon et de Carpentras, mais aussi de ceux d'Apt et d'Orange, qui appartenaient aux Bouches-du-Rhône, ainsi que du canton de Sault, qui appartenait aux Basses-Alpes.
Sur la place du château une inscription mentionne qu'un descendant de l'illustre famille provençale des Agoult, à laquelle avait appartenu la seigneurie de Sault, fut guillotiné le 28 avril 1794.
Ancienne industrie de la verrerie aux XVIIIe et XIXe siècles.

### Période contemporaine

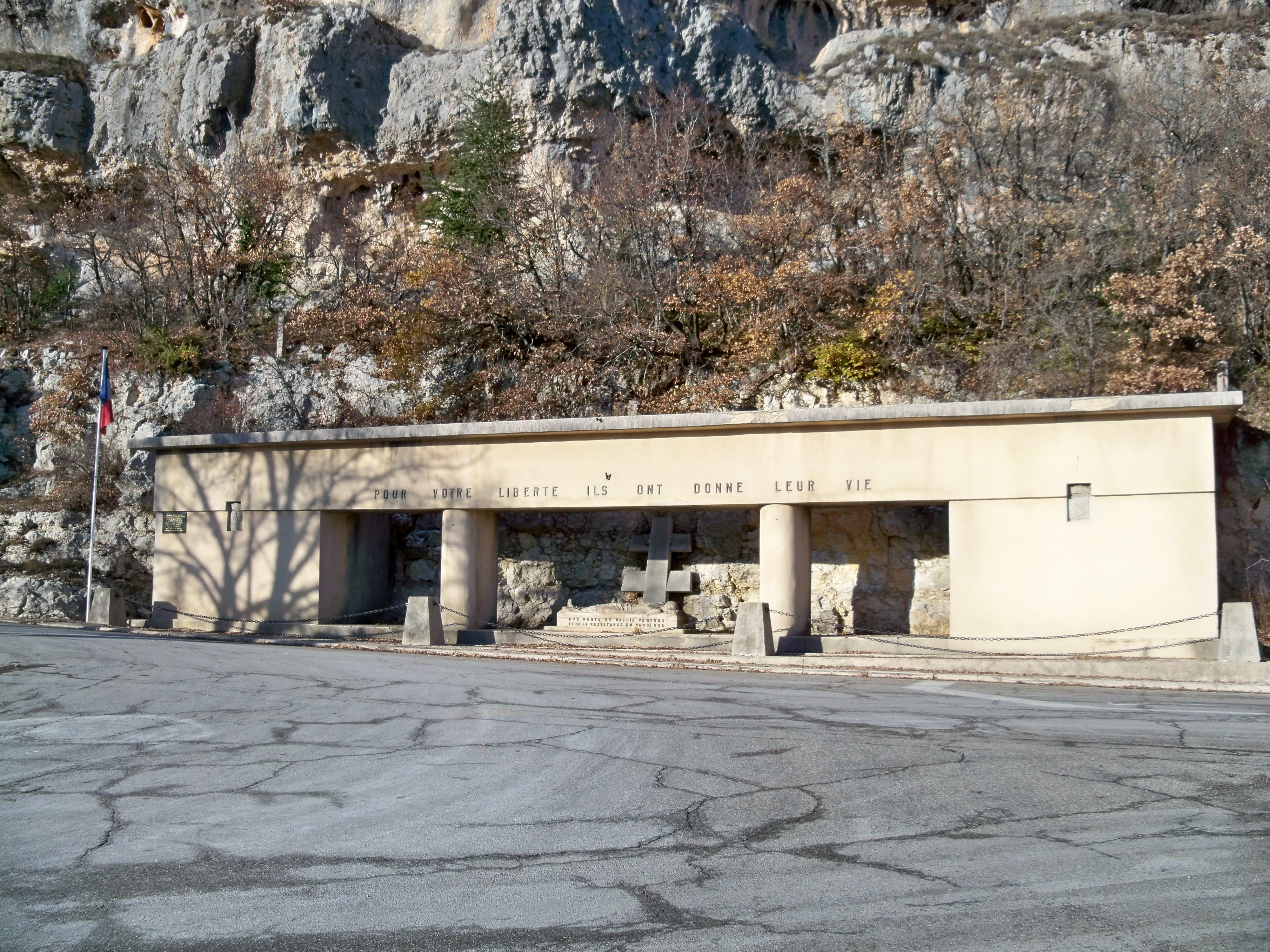
Mémorial du maquis Ventoux à Sault.

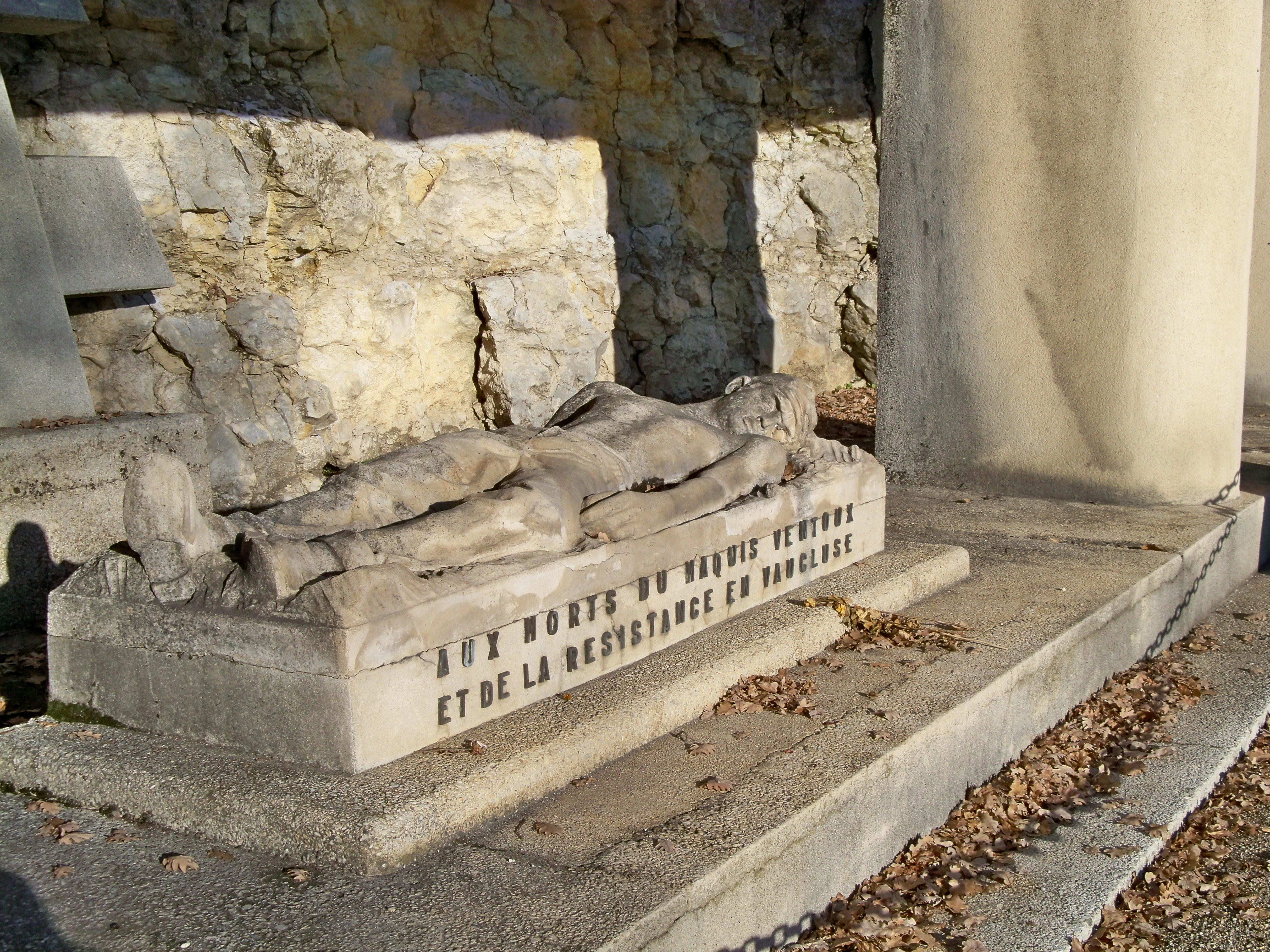
Gisant du mémorial du maquis Ventoux à Sault.

Des opérations de parachutage d’armes sont organisées dans la région de Sault où plusieurs terrains ont été aménagés appelés la « Seigneurie », le « Ventilateur », le « Spitfire » ou encore le « Champlong ». Cette organisation du plateau de Sault figure d’ailleurs au musée militaire de Mont-Faron à Toulon, comme un exemple d’aménagement de terrains d’atterrissage et de parachutage pendant cette période.
Le commandant français Gonzague Corbin de la Mangoux, alias Amict, qui atterrit à Sault, le 12 juillet 1944, fut impressionné par le dispositif mis en place par d'Artagnan :

« Dans cette région, environ 1 000 maquisards étaient placés sous la direction du lieutenant-colonel Philippe Beyne, un ancien percepteur et officier de la 152e Infanterie de Colmar, qui, avec son adjoint Max Fischer, avait organisé le Maquis Ventoux, en groupes qui pouvaient être comptés parmi les mieux équipés et mieux entraînés du département de Vaucluse. »

Attaque du maquis contre une colonne allemande, en 1944, à Saint-Jean ; Sault a reçu le 11 novembre 1948 la Croix de guerre 1939-1945 avec étoile de vermeil.

## Héraldique
| Blason de Sault | Les armes peuvent se blasonner ainsi : D'argent au loup ravissant d'azur, lampassé et armé de gueules. Armoiries tirées des armes des d'Agoult. |

## Politique et administration

### Budget et fiscalité 2015
En 2015, le budget de la commune était constitué ainsi :
- total des produits de fonctionnement : 1 488 000 €, soit 1 083 € par habitant ;
- total des charges de fonctionnement : 1 320 000 €, soit 961 € par habitant ;
- total des ressources d'investissement : 547 000 €, soit 398 € par habitant ;
- total des emplois d'investissement : 631 000 €, soit 386 € par habitant ;
- endettement : 1 657 000 €, soit 1 206 € par habitant.

Avec les taux de fiscalité suivants :
- taxe d'habitation : 11,96 % ;
- taxe foncière sur les propriétés bâties : 13,74 % ;
- taxe foncière sur les propriétés non bâties : 61,49 % ;
- taxe additionnelle à la taxe foncière sur les propriétés non bâties : 0,00 % ;
- cotisation foncière des entreprises : 0,00 %.

### Liste des maires
| Période   | Période  | Identité     | Étiquette | Qualité                           |
| --------- | -------- | ------------ | --------- | --------------------------------- |
| mars 2001 | 2014     | André Faraud | PS        | Vice-Président du Conseil général |
| mars 2014 | En cours | Claude Labro | PS        | Retraité                          |

## Démographie
L'évolution du nombre d'habitants est connue à travers les recensements de la population effectués dans la commune depuis 1793. Pour les communes de moins de 10 000 habitants, une enquête de recensement portant sur toute la population est réalisée tous les cinq ans, les populations de référence des années intermédiaires étant quant à elles estimées par interpolation ou extrapolation. Pour la commune, le premier recensement exhaustif entrant dans le cadre du nouveau dispositif a été réalisé en 2007.

En 2022, la commune comptait 1 348 habitants, en évolution de −1,75 % par rapport à 2016 (Vaucluse : +1,73 %, France hors Mayotte : +2,11 %).
| 1793  | 1800  | 1806  | 1821  | 1831  | 1836  | 1841  | 1846  | 1851  |
| ----- | ----- | ----- | ----- | ----- | ----- | ----- | ----- | ----- |
| 2 581 | 2 590 | 2 614 | 2 733 | 2 770 | 2 887 | 2 730 | 2 798 | 2 851 |

| 1856  | 1861  | 1866  | 1872  | 1876  | 1881  | 1886  | 1891  | 1896  |
| ----- | ----- | ----- | ----- | ----- | ----- | ----- | ----- | ----- |
| 2 760 | 2 674 | 2 636 | 2 563 | 2 533 | 2 409 | 2 353 | 2 089 | 2 030 |

| 1901  | 1906  | 1911  | 1921  | 1926  | 1931  | 1936  | 1946  | 1954  |
| ----- | ----- | ----- | ----- | ----- | ----- | ----- | ----- | ----- |
| 1 961 | 1 887 | 1 782 | 1 424 | 1 420 | 1 348 | 1 306 | 1 262 | 1 174 |

| 1962  | 1968  | 1975  | 1982  | 1990  | 1999  | 2006  | 2007  | 2012  |
| ----- | ----- | ----- | ----- | ----- | ----- | ----- | ----- | ----- |
| 1 160 | 1 320 | 1 230 | 1 231 | 1 206 | 1 171 | 1 285 | 1 301 | 1 352 |

| 2017  | 2022  | - | - | - | - | - | - | - |
| ----- | ----- | - | - | - | - | - | - | - |
| 1 381 | 1 348 | - | - | - | - | - | - | - |

## Économie
Il s'agit avant tout d'une activité agricole de montagne : production de lavande, de lavandin, de petit épeautre (ou engrain), de miel et de leurs produits dérivés. Coopérative des producteurs de lavande du pays de Sault avec expo-vente et distillerie, coopérative céréalière,, et exploitation forestière.

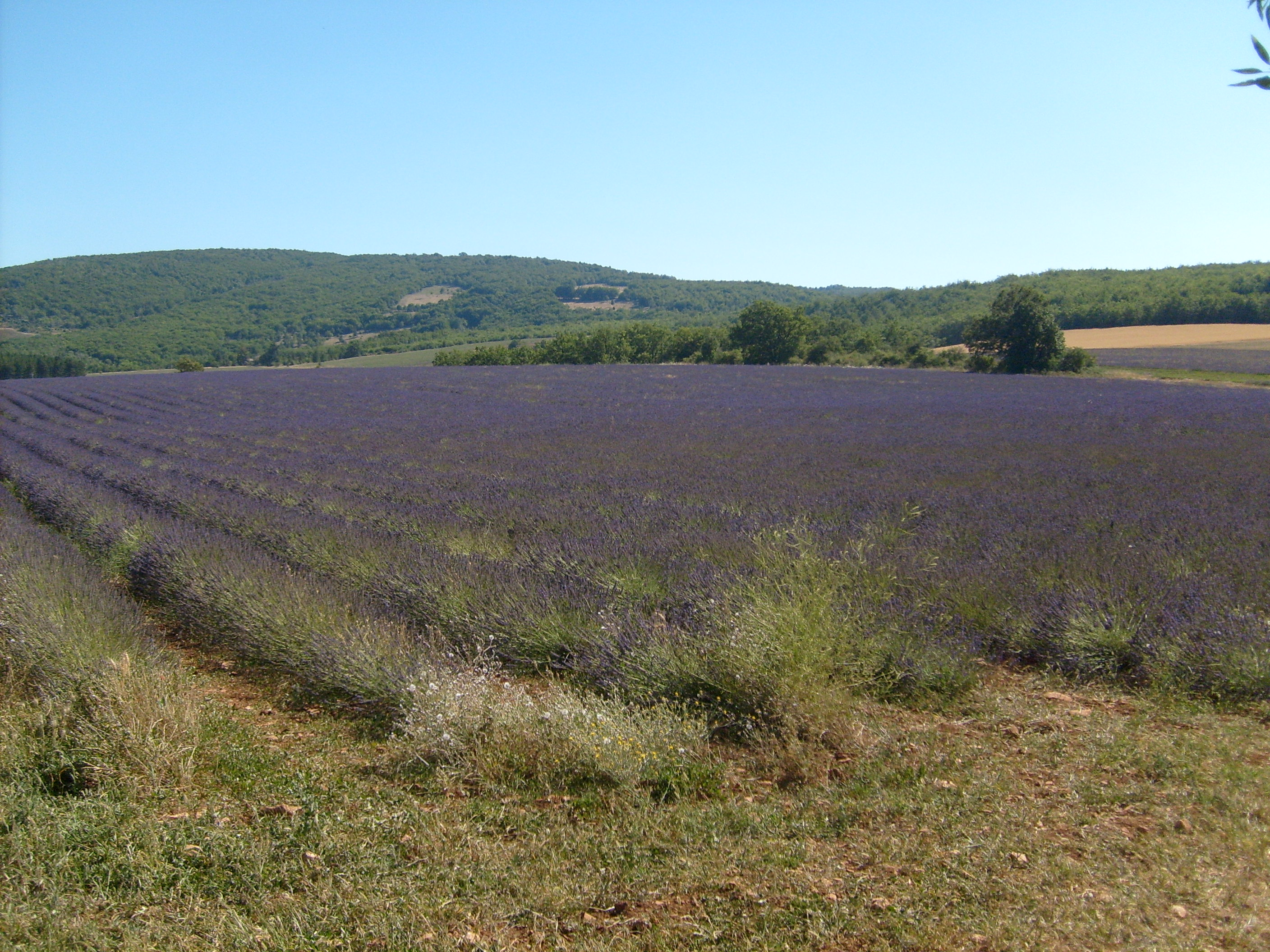
Champ de lavande sur la commune de Sault.
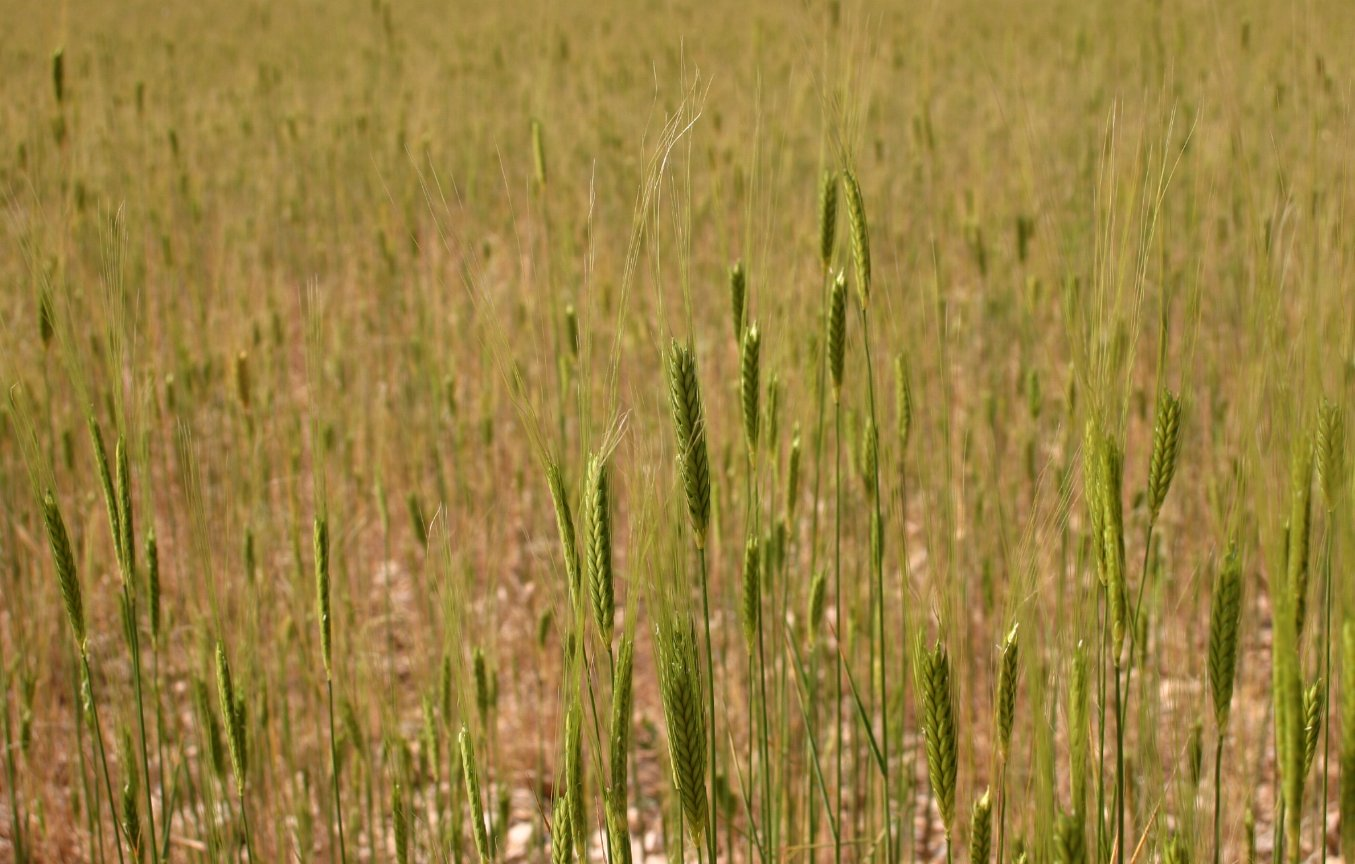
Champ de petit épeautre près de Sault.
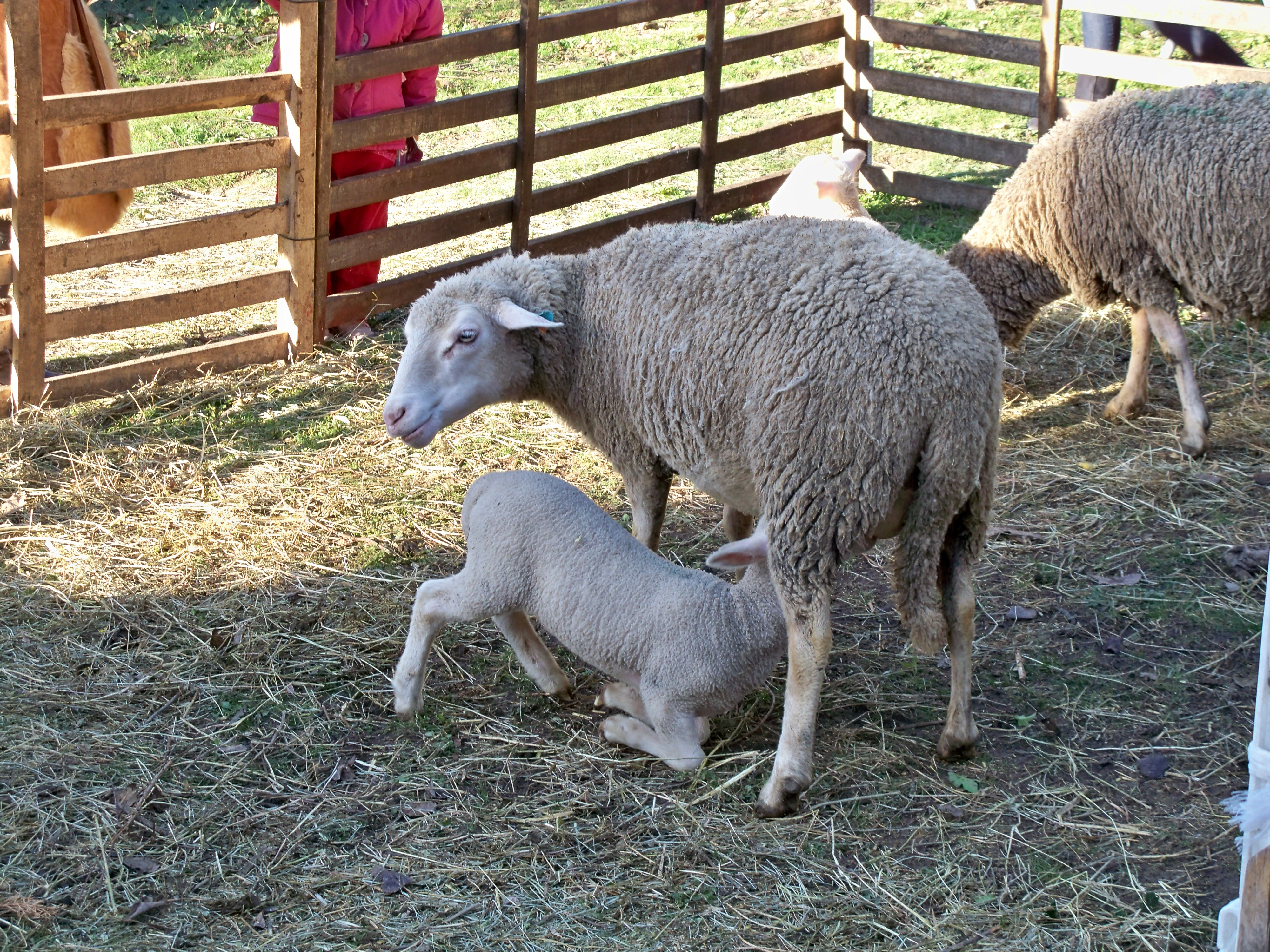
Brebis et agneau sous la mère.
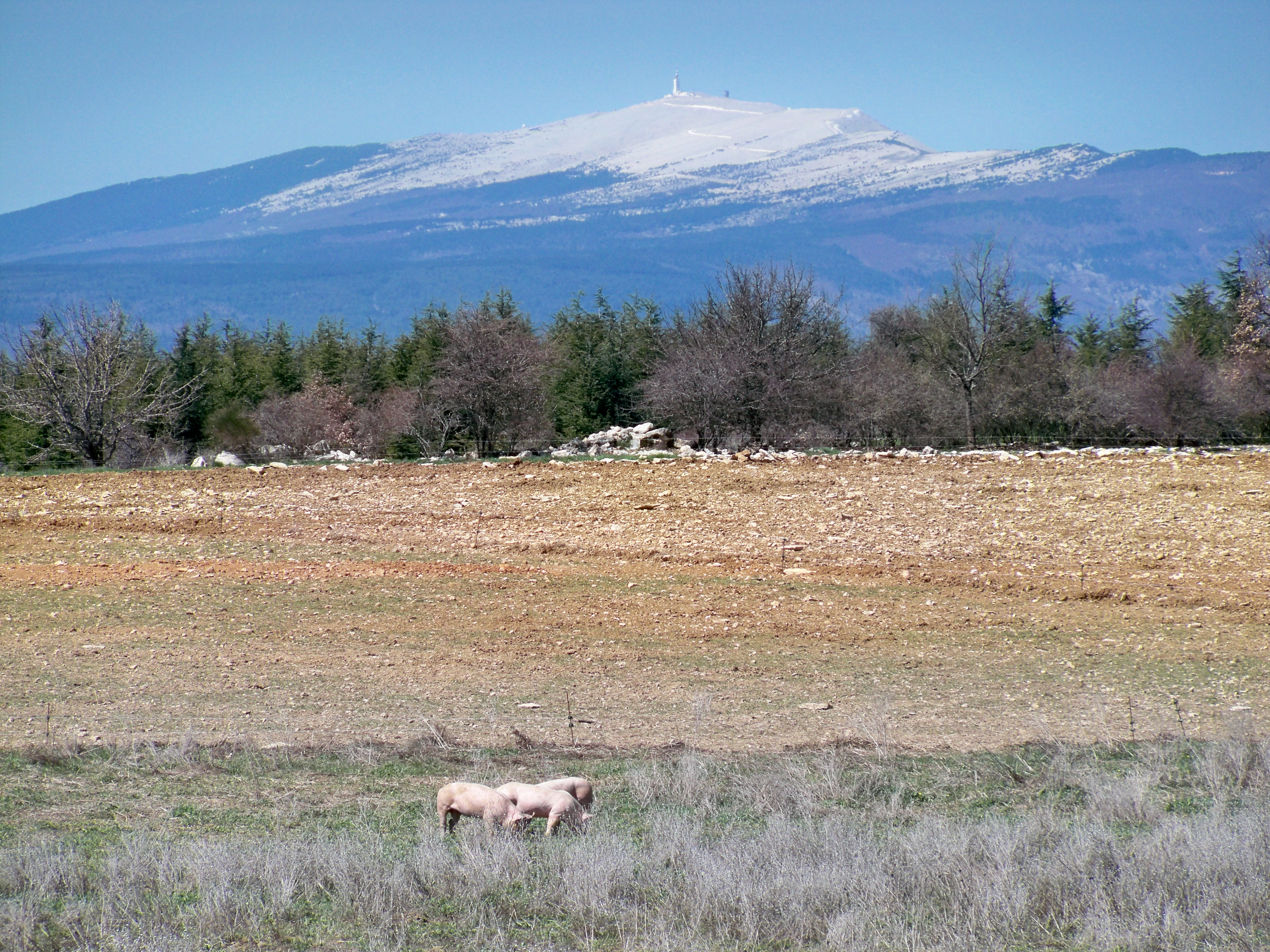
Porcs du Ventoux en plein air.

L'élevage ovin ou porcin tient aussi une place importante. Les premières estimations précises ne datent pourtant que du XIXe siècle. Le nombre d'ovins est alors estimé à 30 000 têtes. Ce cheptel subdivisé en petits troupeaux, ou trenteniers, est placé sous la garde de jeunes bergers dont un bon nombre sont issus des hospices d'Avignon et de Carpentras. Déjà les agneaux de la race locale « Préalpes du Sud » sont vendus aux foires annuelles de Sault. Un net recul de cet élevage va résulter de la politique de reboisement qui va affecter la zone de pâturage à partir de 1 000 mètres d'altitude. Entre 1866 et 1929, ce sont la moitié des troupeaux qui disparaissent sur le versant Sud et le versant Nord n'a plus qu'un tiers à un quart de son cheptel initial. En 1970, on comptabilise encore 6 000 ovins disséminés en 70 troupeaux. En l'an 2000, le chiffre est resté identique, mais avec seulement 28 troupeaux répartis sur les communes de Monieux, Sault, Aurel, Montbrun et Bédoin. À ce chiffre s'ajoute l'estive qui fait monter sur les pâturages du Ventoux entre 800 à 1 000 têtes en provenance de Sarrians et de Jonquières.
Le porc du Ventoux est un label de qualité, créé en 1998, regroupant les éleveurs porcins en plein air autour du Mont Ventoux. Les porcins de cette filière sont élevés en plein air, à une altitude de 800 à 1 000 m. La zone de production est située à l'est de Sault (zone de 50 km), dans les monts de Vaucluse, au sud du mont Ventoux. Les animaux disposent d'un espace plein champ, d'environ 100 à 110 m2 par individu. Ils sont nourris par une alimentation variée, à plus de 70 % composée de céréales, complétée par des légumineuses. L'utilisation de produits facteurs de croissances, ou de produits d'origine animale est interdite par la charte de production de la filière.
La mise en valeur des produits du terroir et de l'environnement développe le tourisme, avec par exemple : la Fête de la Lavande qui se déroule tous les ans le 15 août.

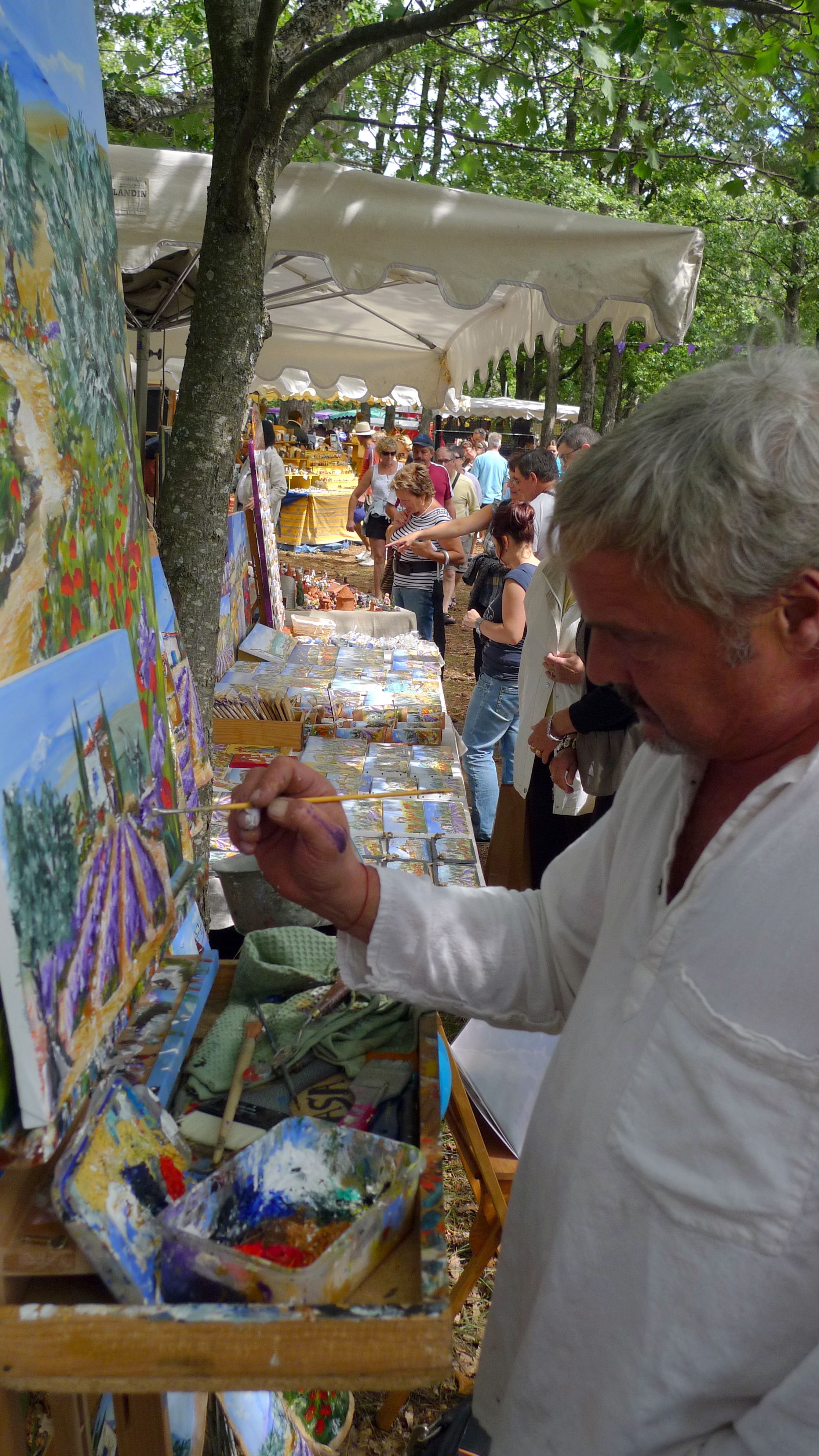
Artiste peintre et champ de lavande
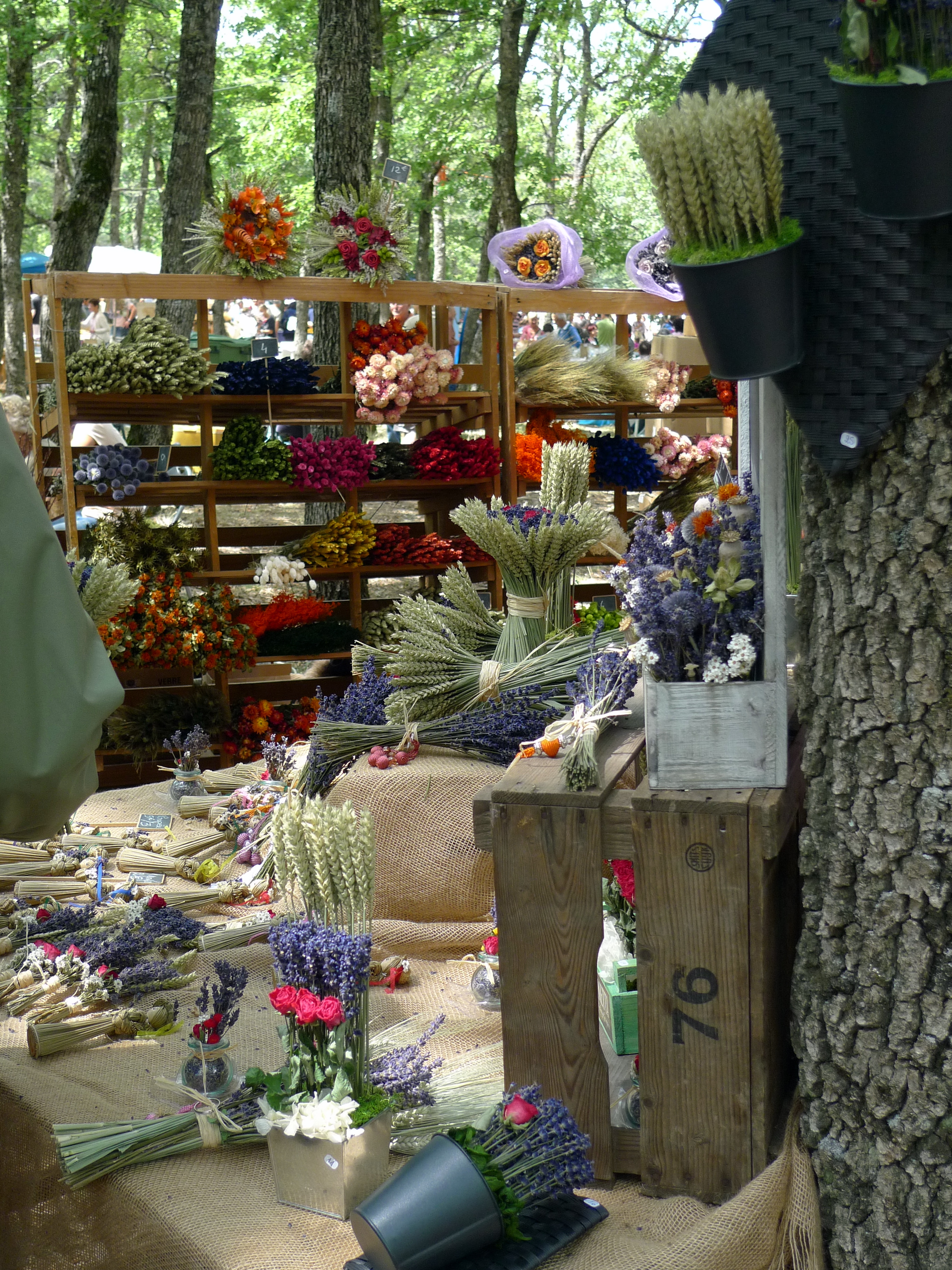
Bouquets de fleurs de lavande.
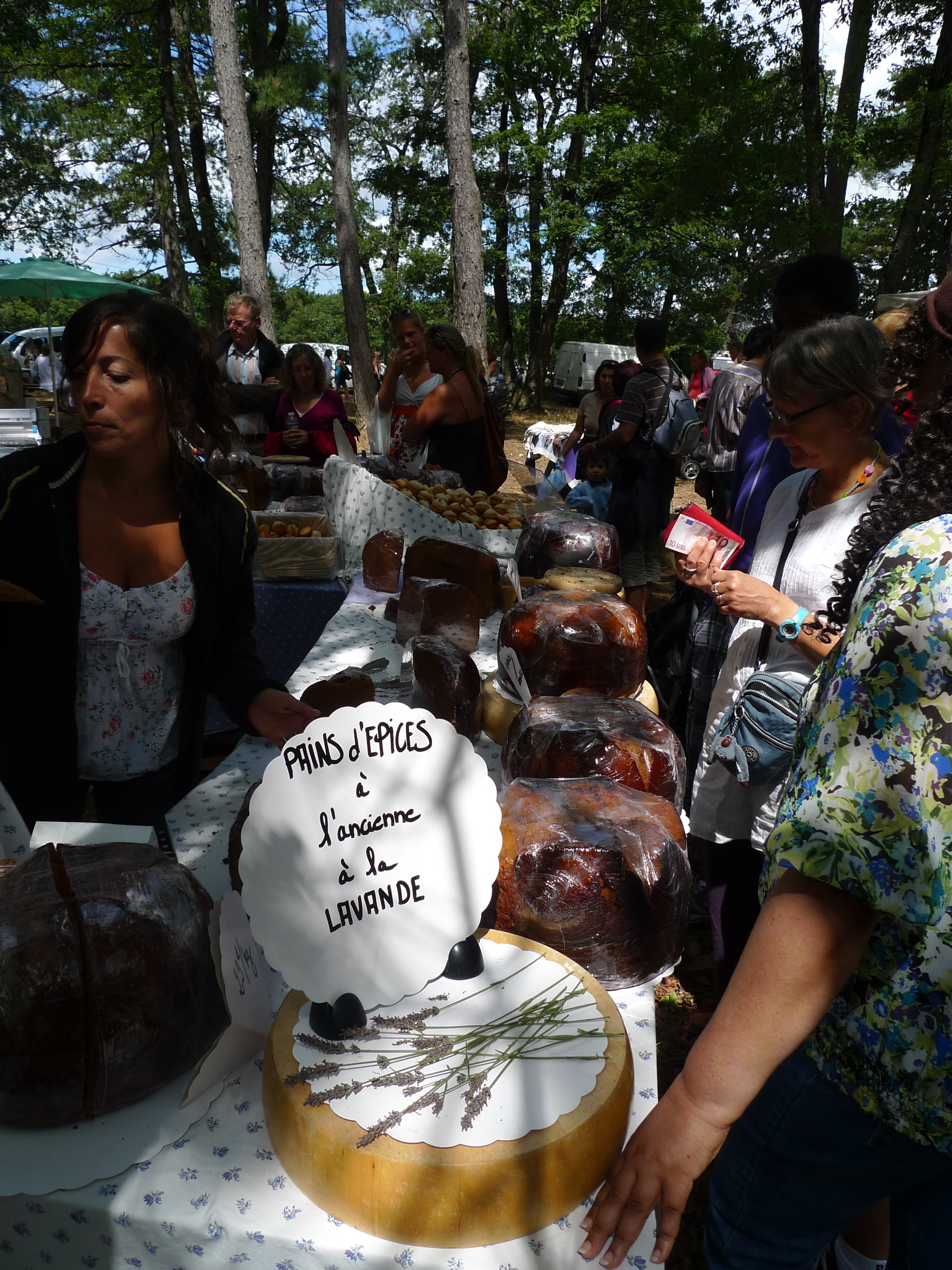
Pains d'épices à la lavande.
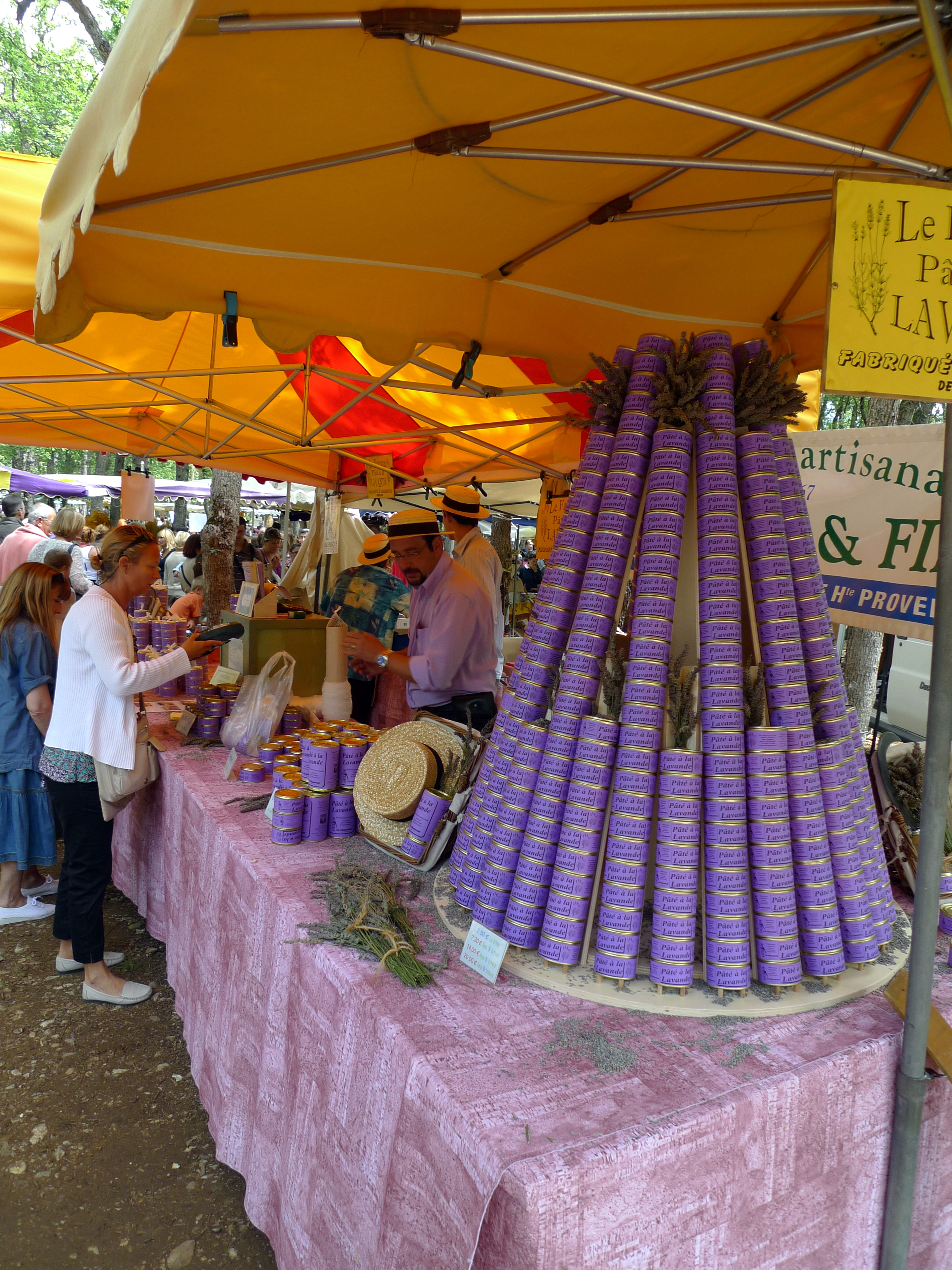
Produits à base de lavande.
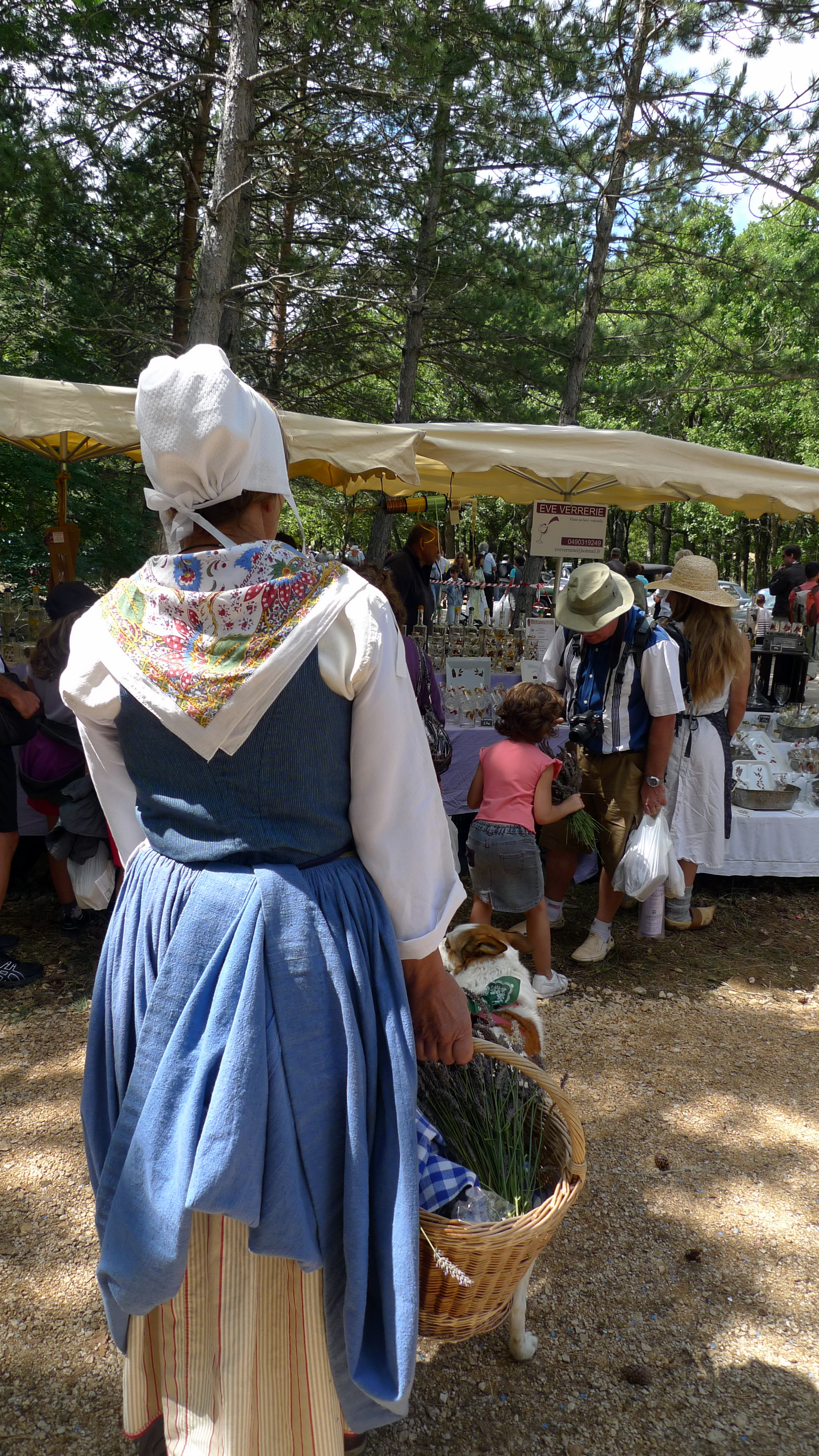
Provençale au panier de lavande.

La proximité du mont Ventoux, de la montagne de Lure, et des gorges de la Nesque a développé un tourisme vert qui prend de plus en plus d'importance dans l'économie locale et bénéficie d'aménagements récents avec entre autres un office de tourisme de la région de Sault et un camping.
Le développement du tourisme local doit aussi beaucoup au nougat André Boyer, dont la renommée a désormais dépassé les frontières du pays. Les macarons sont également réputés.

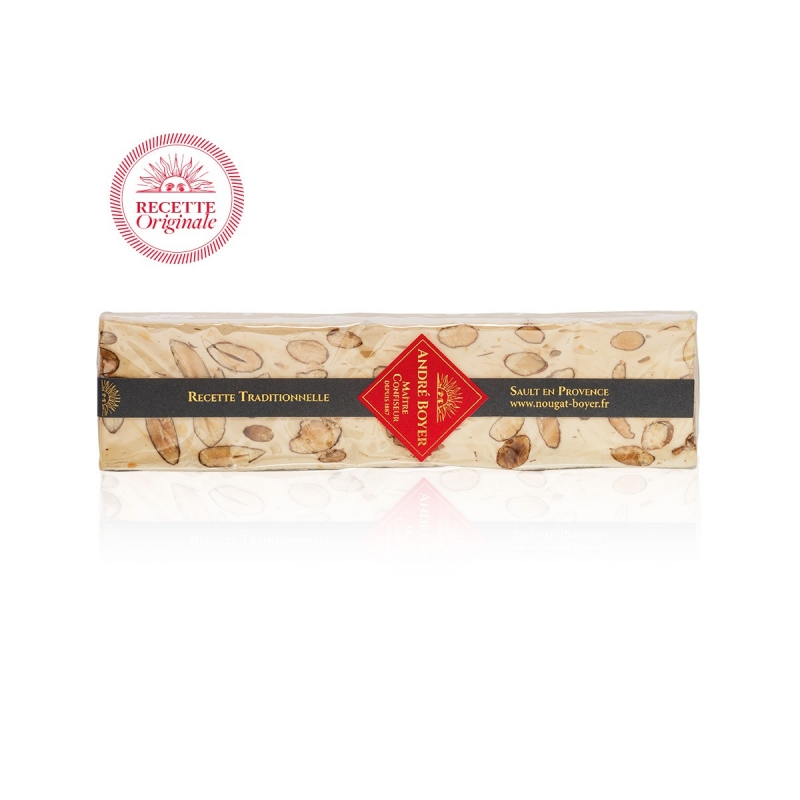
Nougat blanc André Boyer
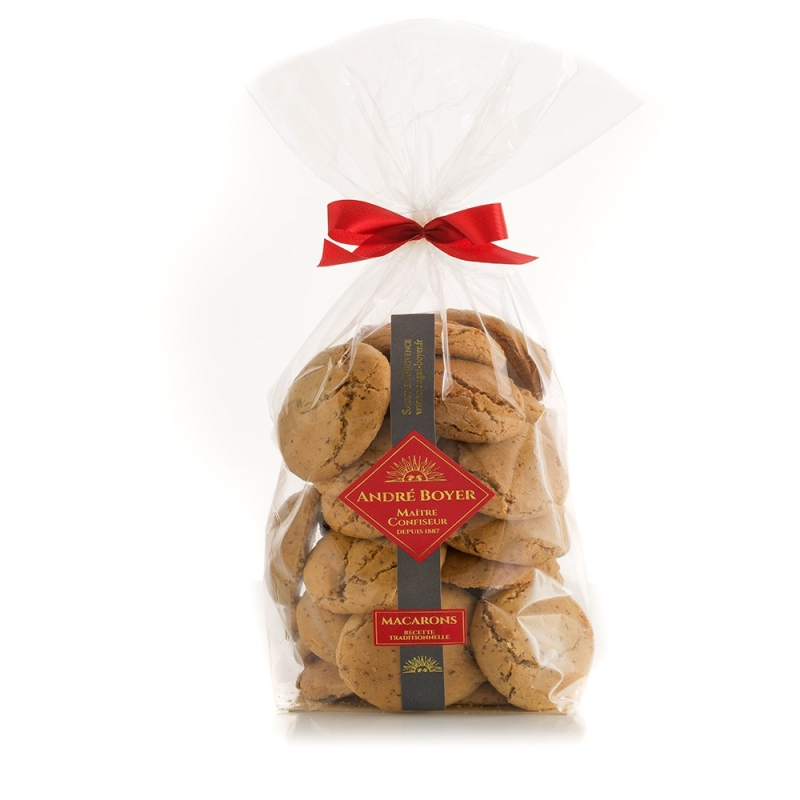
Macaron André Boyer
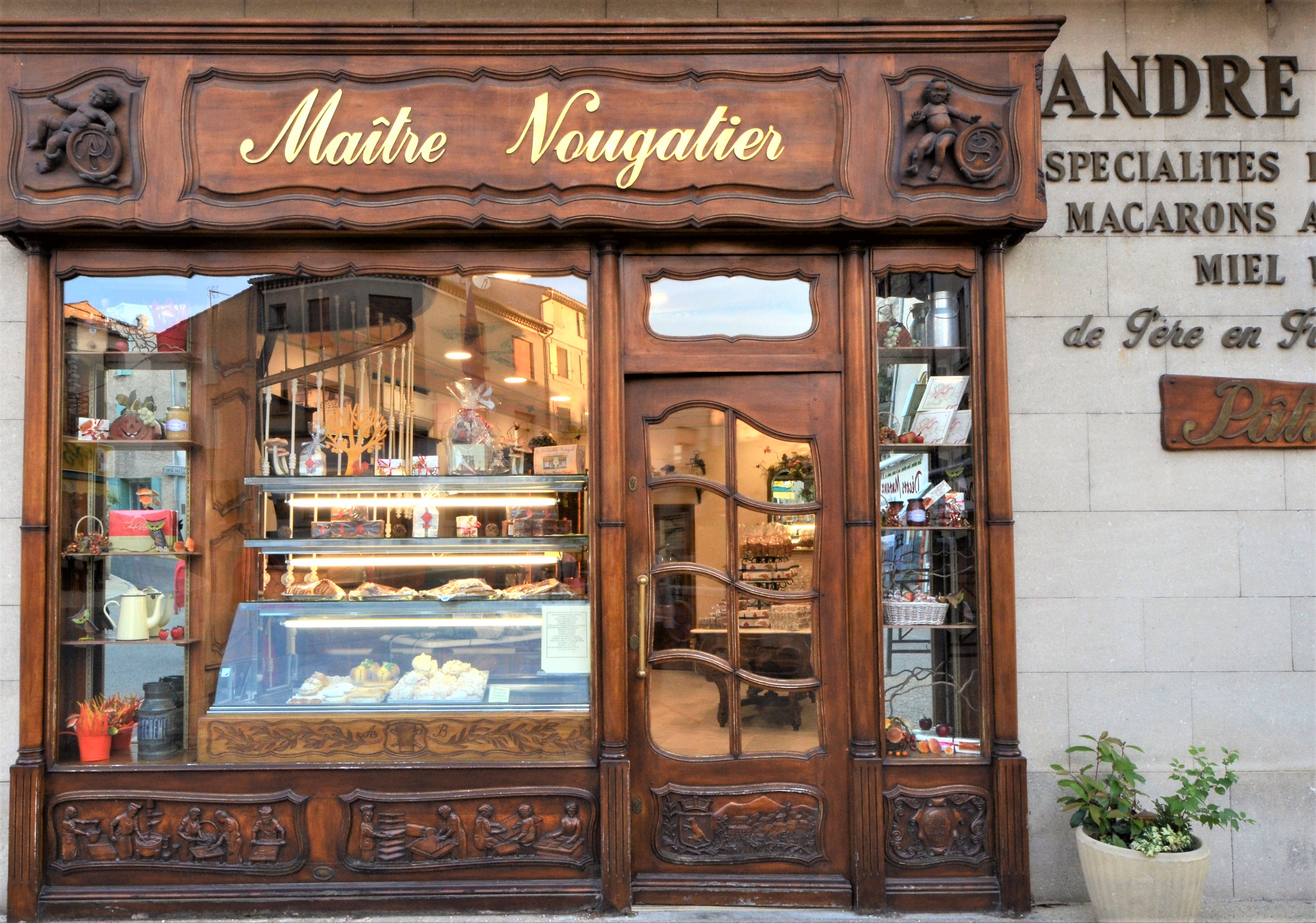
Facade Maison André Boyer

Une base militaire, à Saint-Christol sur le plateau d'Albion, est importante pour l'économie du village.
Cette base était une composante de la force de dissuasion nucléaire française, elle abritait 18 missiles SSBS. Démantelée en 1998,ce site est "dénucléarisé". Le 2e REG y est installé depuis 1999.

## Vie locale
Le pittoresque marché de Sault, se tient le mercredi. Il a été créé en 1515 par ordonnance du baron de Sault.

### Enseignement
L'école située rue de la Résistance est une école primaire et maternelle. Le hameau de Saint-Jean de Sault avait autrefois sa propre école, fermée par manque d'effectif et regroupement.
Le collège du Pays-de-Sault dessert les communes du plateau et de ses environs. Environ 175 enfants sont scolarisés dans cet établissement.

### Sports
Stades, Hippodrome de Deffends, piscine, tennis.
Nombreux chemins de randonnées pédestres dont passage des GR4, GR9, GR92.
Parapente, stand de tir, VTT, chasse, spéléologie...

### Environnement
Cette commune fait partie de la réserve de biosphère du mont Ventoux, label attribué par l'UNESCO à 34 communes du massif depuis 1990. Plus récemment, elle est également concernée par le projet de parc naturel régional du Mont-Ventoux.
La protection et mise en valeur de l'environnement fait partie des compétences de la communauté de communes Ventoux Sud.

## Lieux et monuments

### Habitat perché

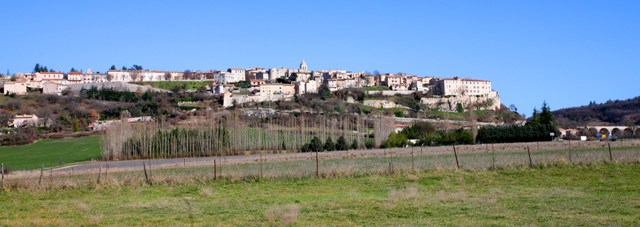
Vue de Sault sur son éperon rocheux.

Ce type d'habitat est considéré comme typiquement provençal, il est surtout typiquement méditerranéen. Ces villages sis sur leur « acropole rocheuse », qui ont gardé leur aspect médiéval, forment par l'orientation des façades de leurs maisons - vers la vallée ou la voie de communication - un véritable front de fortification.
Fernand Benoit souligne leur origine quelques fois préhistorique en signalant que Cicéron, à propos des Ligures qui peuplaient la région, les dénomme castellani, c'est-à-dire habitants des castellas (Brutus, LXXIII, 256).

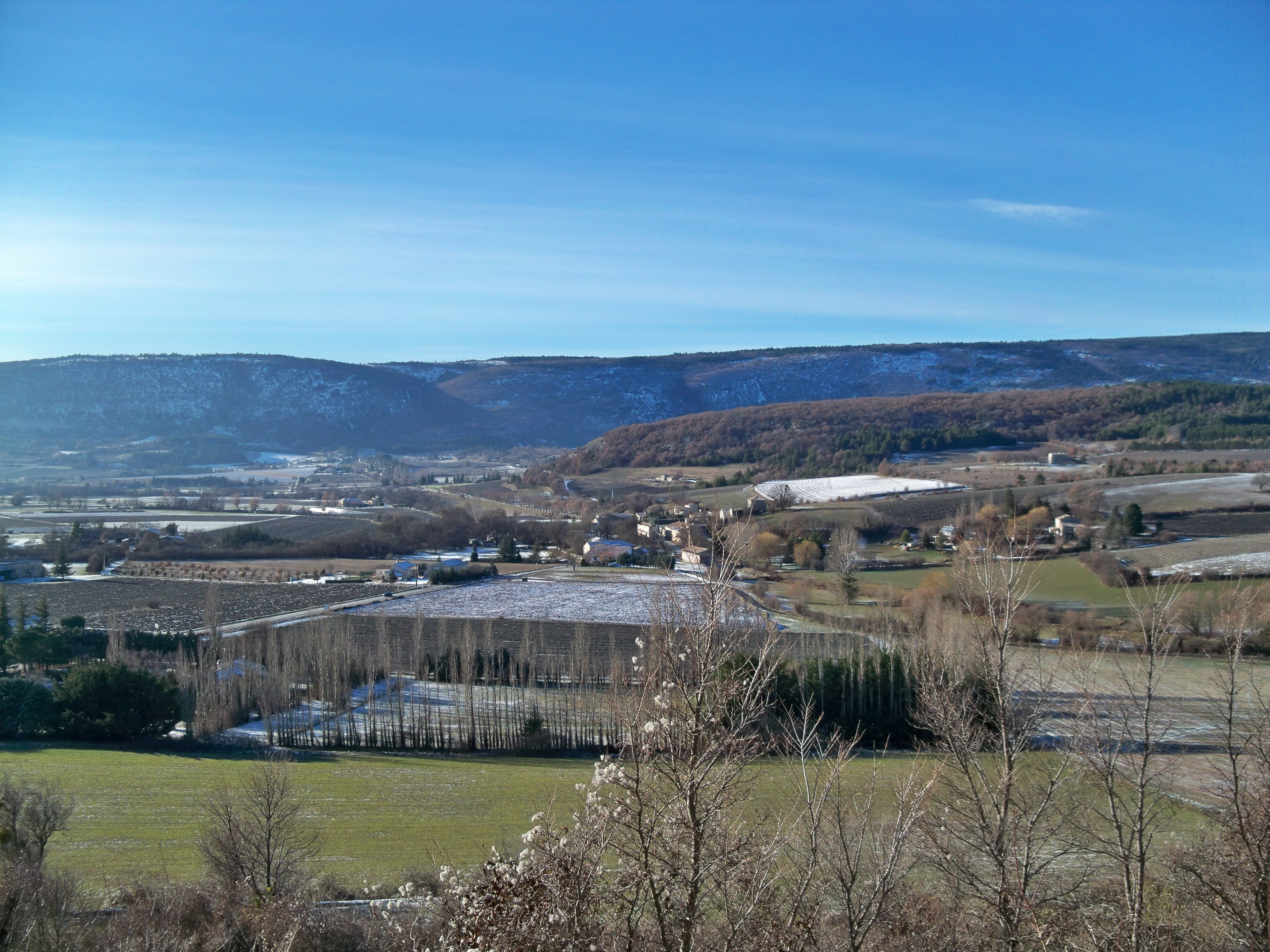
Le parcellaire agricole de Sault.

Ces villages perchés se trouvent dans essentiellement dans les zones collinaires dont le terroir est pauvre en alluvions et où l'eau est rare. Ce qui est le cas général en Provence.
De plus, ce groupement en communauté refermée sur elle-même correspond à des régions de petites propriétés, où les seules terres fertiles se situent au fond de quelques vallons, et ce regroupement a facilité l'existence d'un artisanat rural indispensable aux villageois (charron, forgeron, etc.). À contrario, l'habitat dispersé implique de grands domaines qui tendent à vivre en autarcie. D'où la loi émise par Fernand Benoit « La misère groupe l'habitat, l'aisance le disperse ».

### Urbanisme intra-muros
Maisons en hauteur

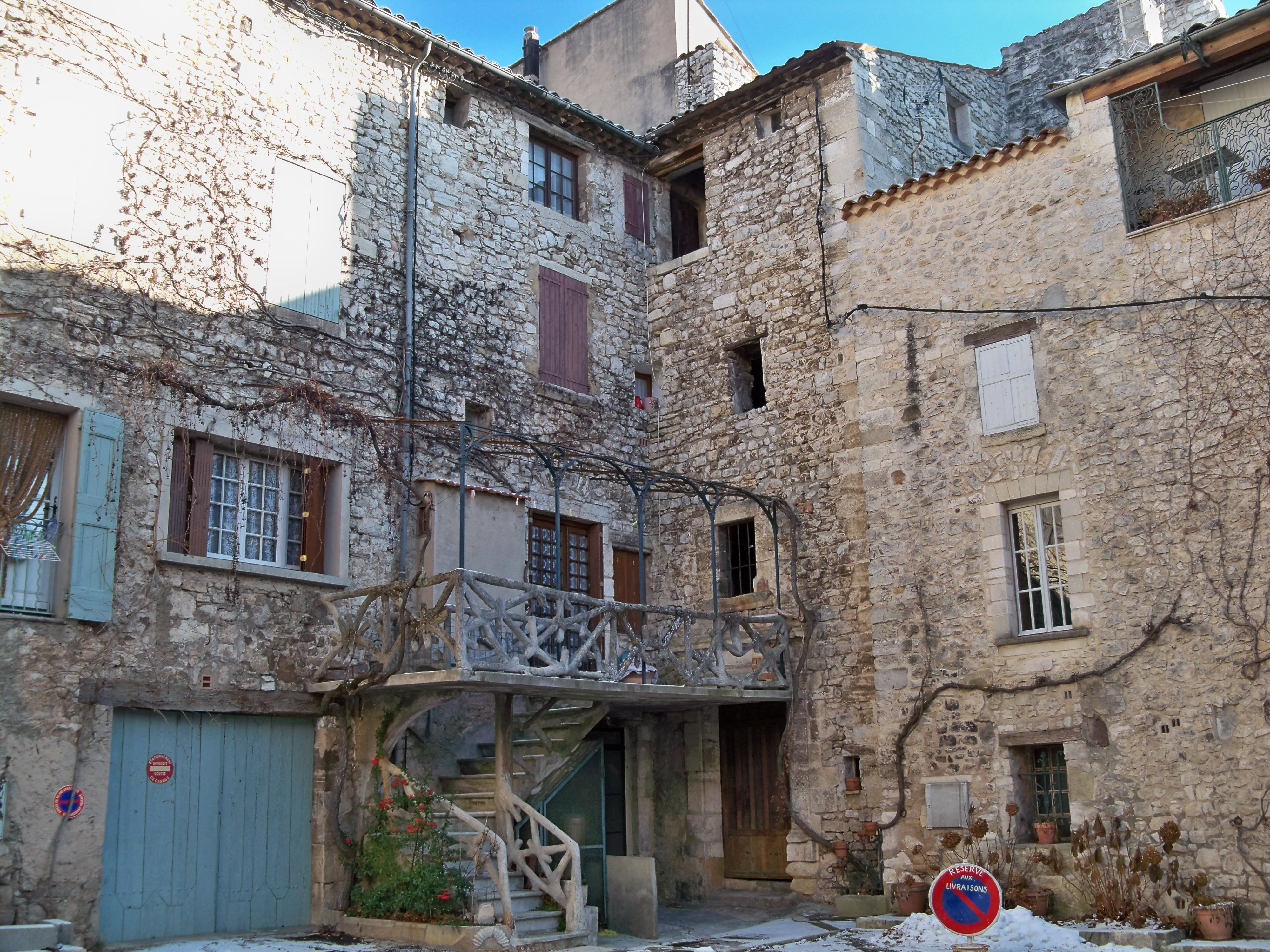
Maison en hauteur construite dans les vestiges de l'ancien château des Agoult.

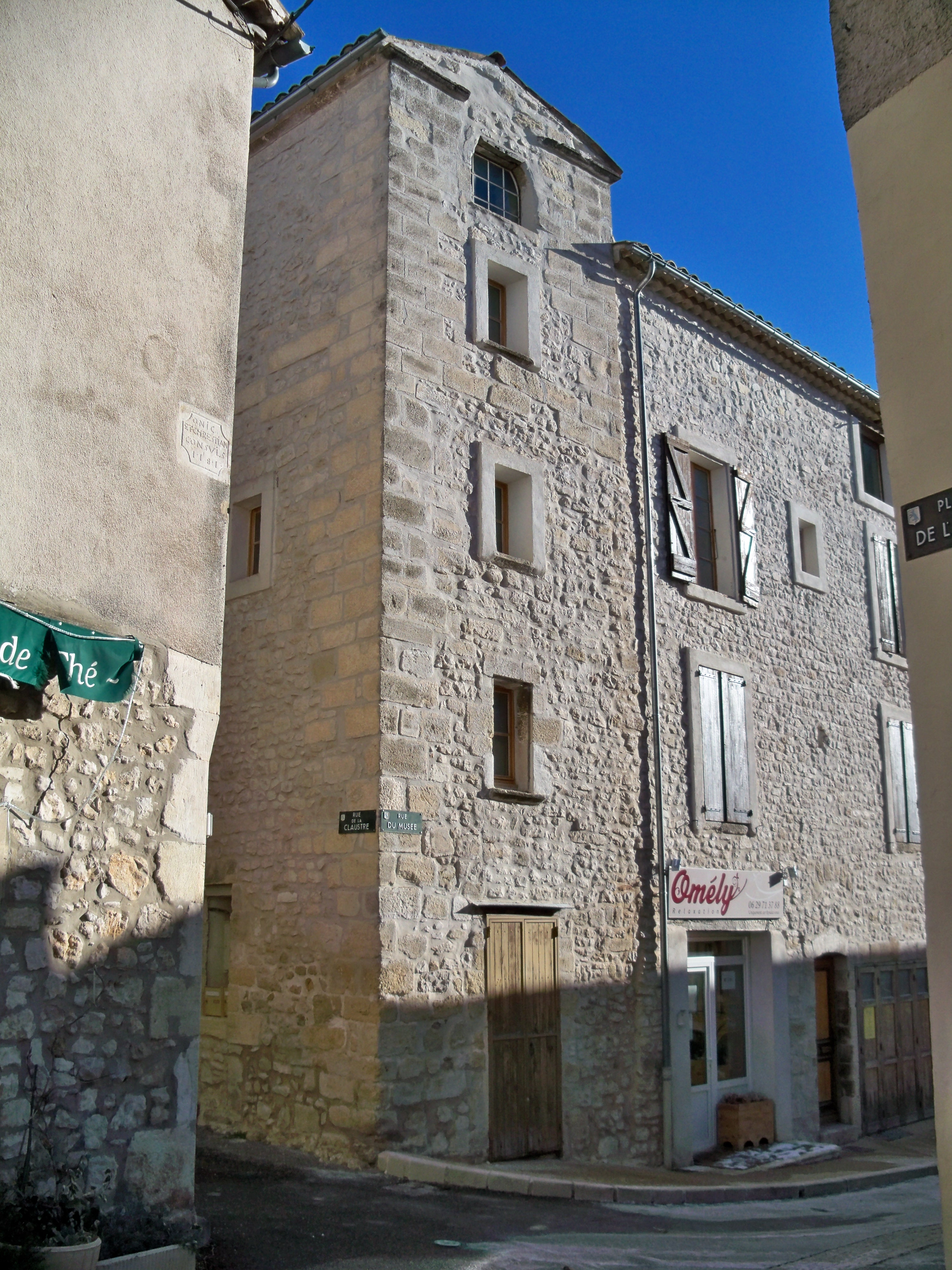
Maison en hauteur du XVIe, près de l'église.

Fernand Benoit explique que « son originalité consiste à placer les bêtes en bas, les hommes au-dessus ». Effectivement, ce type d'habitation, qui se retrouve essentiellement dans un village, superpose sous un même toit, suivant une tradition méditerranéenne, le logement des humains à celui des bêtes. La maison en hauteur se subdivise en une étable-remise au rez-de-chaussée, un logement sur un ou deux étages, un grenier dans les combles. Elle était le type de maison réservée aux paysans villageois qui n'avaient que peu de bétail à loger, étant impossible dans un local aussi exigu de faire tenir des chevaux et un attelage.
Ces maisons datent pour la plupart du XVIe siècle, période où les guerres de religion imposèrent de se retrancher derrière les fortifications du village. Celles-ci finies, il y eut un mouvement de sortie pour établir dans la périphérie de l'agglomération des « maisons à terre », plus aptes à recevoir des bâtiments annexes.

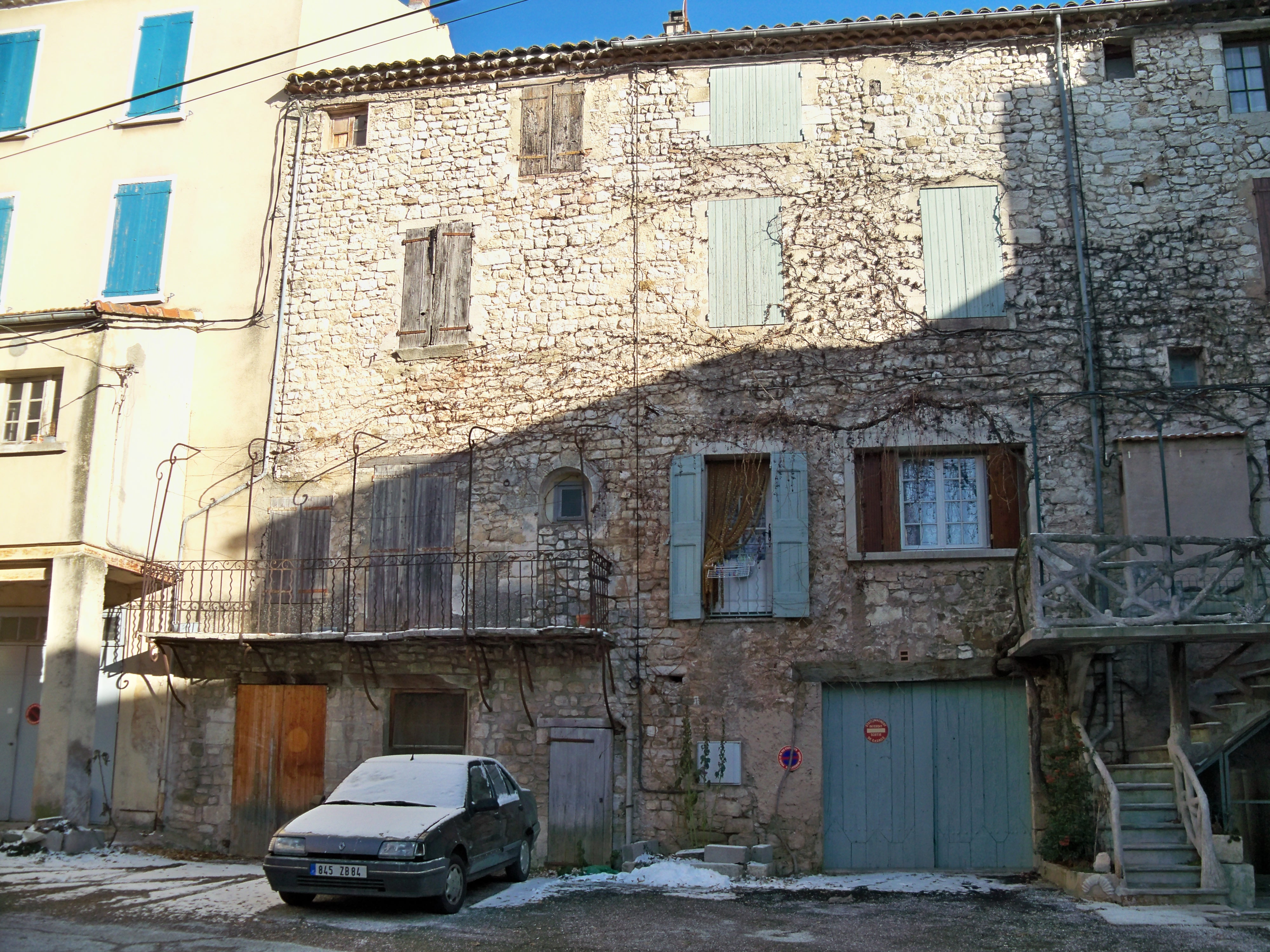
Maison en hauteur avec balcon, l'entrée est sur l'autre façade.

En effet, ce type d'habitation, regroupant gens et bêtes dans un village, ne pouvait que rester figé, toute extension lui étant interdite sauf en hauteur. Leur architecture est donc caractéristique : une façade étroite à une ou deux fenêtres, et une élévation ne pouvant dépasser quatre à cinq étages, grenier compris avec sa poulie extérieure pour hisser le fourrage. Actuellement[Quand ?], les seules transformations possibles - ces maisons ayant perdu leur statut agricole - sont d'installer un garage au rez-de-chaussée et de créer de nouvelles chambres au grenier. Pour celles qui ont été restaurées avec goût, on accède toujours à l'étage d'habitation par un escalier accolé à la façade.
La présence de terrasse ou balcon était une constante. La terrasse servait, en priorité, au séchage des fruits et légumes suspendus à un fil de fer. Elle était appelée trihard quand elle accueillait une treille qui recouvrait une pergola rustique. Quand elle formait loggia, des colonnettes soutenant un auvent recouvert de tuiles, elle était nommée galarié ou souleriè.
Maisons à tour

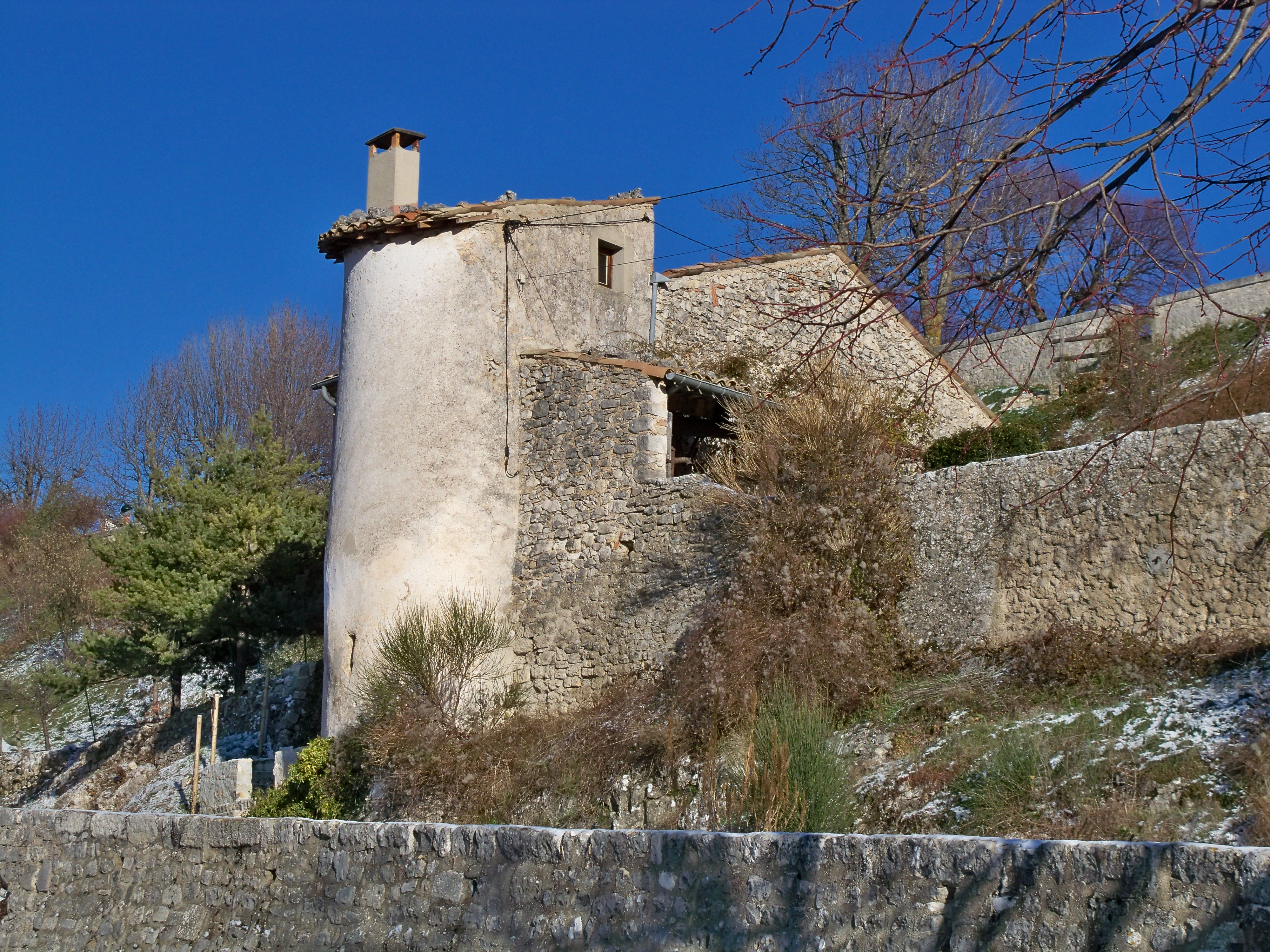
Maison à tour dans le bas de la ville.

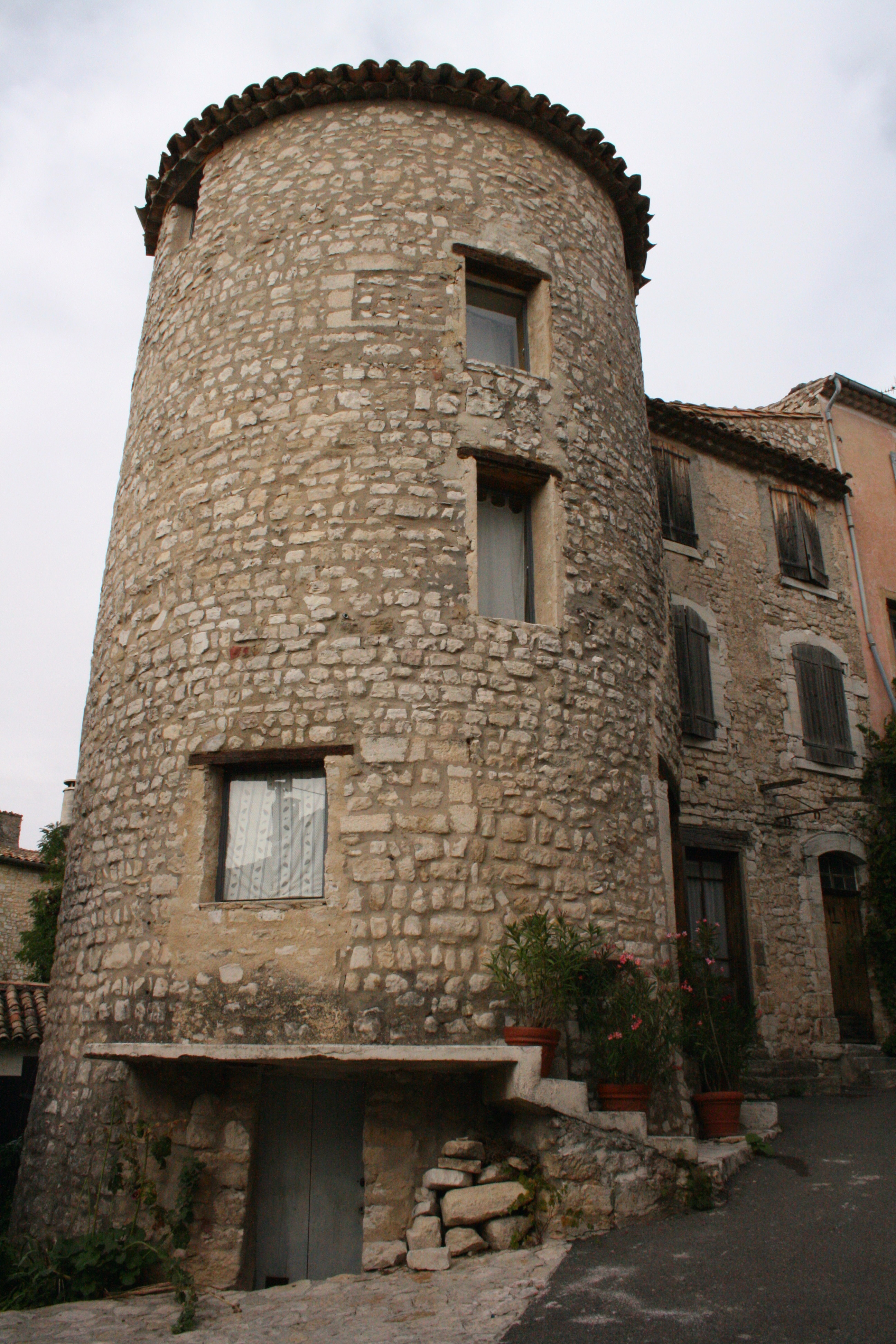
Tour de l'ancien château des Agoult aménagée en maison en hauteur.

C'est le style des grandes maisons seigneuriales qui va traverser les siècles même après la Renaissance. Généralement, il s'agit de bâtisses isolées, avec ou sans cour intérieure, dont la façade est flanquée de deux tours ou qui est protégée par quatre tours d'angle.
Leur particularité, à Sault, c'est de se retrouver soit à l'intérieur, soit à la périphérie de l'agglomération. La fortification des maisons est une pratique fort ancienne. Elle se retrouve, dès le haut Moyen Âge, avec le castellum dont celles de Provence reprennent le plan avec ses tours d'angle. C'est un héritage romain puisque nombre de villæ rusticæ furent protégées par des tours.

### Urbanisme extra-muros
Maison à terre

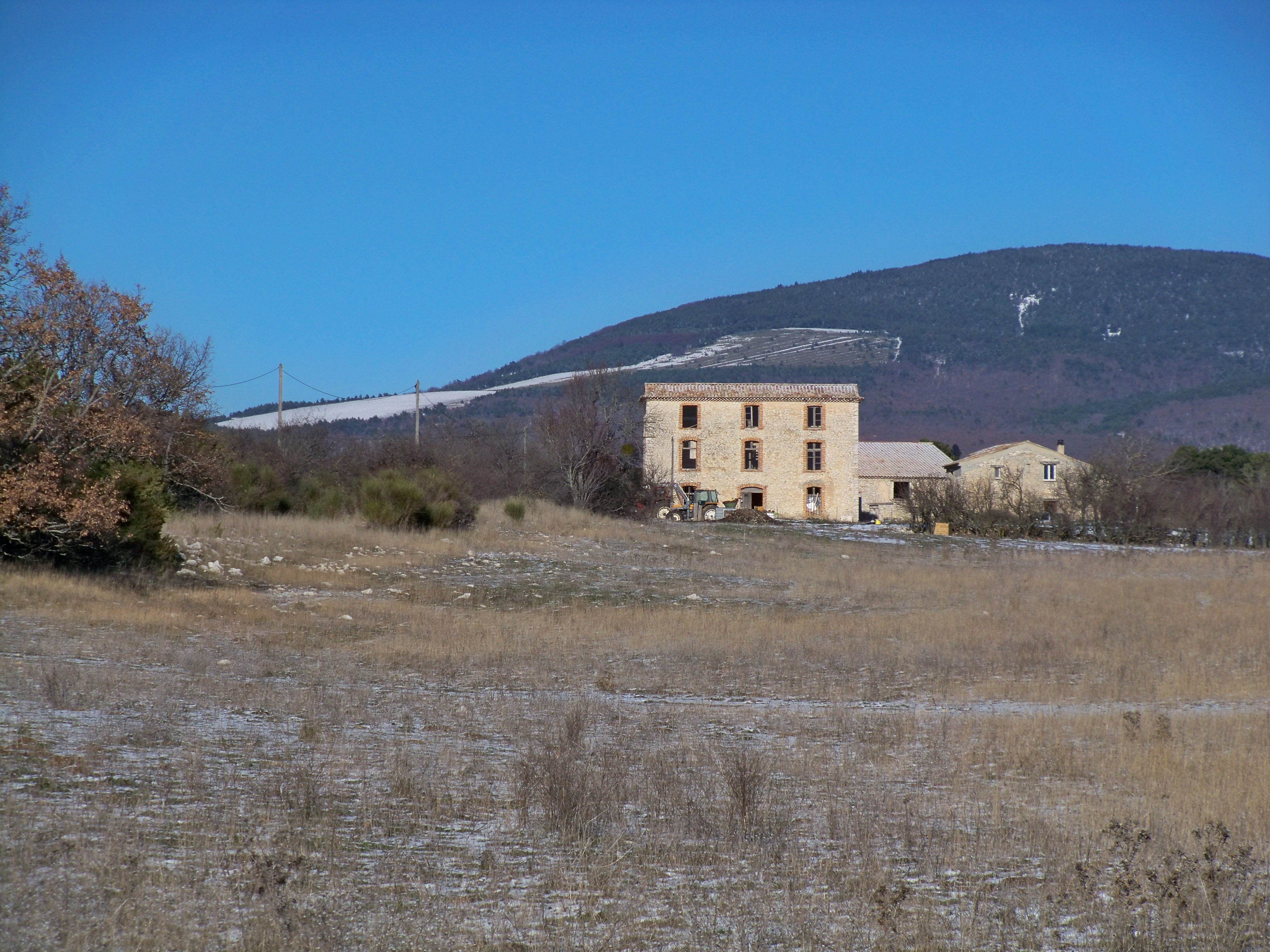
Grande bastide du type maison à terre à proximité de Sault.

Compartimenté dans le sens de la longueur, ce type de maison représente un stade d'évolution plus avancé que la « maison en hauteur ». Il est caractéristique de l'habitat dispersé qui se retrouve dans des pays de « riche culture », la lavande en fut une.
Ce type de maison est divisé en deux parties très distinctes dans le sens de la longueur. Le rez-de-chaussée est occupé par une salle commune dans laquelle est intégrée la cuisine. Très souvent se trouve à l'arrière un cellier contenant la réserve de vin et une chambre. Un étroit couloir, qui permet d'accéder à l'étage, sépare cet ensemble de la seconde partie réservée aux bêtes. Celle-ci se compose, dans la plupart des cas, d'une remise qui peut servir d'écurie et d'une étable. L'étage est réservé aux chambres et au grenier à foin qui correspond par une trombe avec l'étable et l'écurie.
À cet ensemble, s'ajoutaient des annexes. Une des principales était la tour du pigeonnier, mais la maison se prolongeait aussi d'une soue à cochons, d'une lapinière, d'un poulailler et d'une bergerie.
Alors qu'aucune maison en hauteur ne disposait de lieu d'aisance, même en ville, la maison à terre permet d'installer ces « lieux » à l'extérieur de l'habitation. Jusqu'au milieu du XXe siècle, c'était un simple abri en planches recouvert de roseaux (canisse) dont l'évacuation se faisait directement sur la fosse à purin ou sur le fumier.
La construction d'un tel ensemble étant étalée dans le temps, il n'y avait aucune conception architecturale préétablie. Chaque propriétaire agissait selon ses nécessités et dans l'ordre de ses priorités. Ce qui permet de voir aujourd'hui l'hétérogénéité de chaque ensemble où les toitures de chaque bâtiment se chevauchent généralement en dégradé.
Chaque maison se personnalisait aussi par son aménagement extérieur. Il y avait pourtant deux constantes. La première était la nécessité d'une treille toujours installée pour protéger l'entrée. Son feuillage filtrait les rayons de soleil l'été, et dès l'automne la chute des feuilles permettait une plus grande luminosité dans la salle commune. La seconde était le puits toujours situé à proximité. Il était soit recouvert d'une construction de pierres sèches en encorbellement qui se fermait par une porte de bois, soit surmonté par deux piliers soutenant un linteau où était accrochée une poulie permettant de faire descendre un seau. L'approvisionnement en eau était très souvent complété par une citerne qui recueillait les eaux de pluie de la toiture.
Le pigeonnier devint, après la Révolution la partie emblématique de ce type d'habitat puisque sa construction signifiait la fin des droits seigneuriaux, celui-ci étant jusqu'alors réservé aux seules maisons nobles. Il était soit directement accolé à la maison, mais aussi indépendant d'elle. Toujours de dimension considérable, puisqu'il était censé ennoblir l'habitat, il s'élevait sur deux étages, le dernier étant seul réservé aux pigeons. Pour protéger ceux-ci d'une invasion de rongeurs, son accès était toujours protégé par un revêtement de carreaux vernissés qui les empêchait d'accéder à l'intérieur.
Cabanon

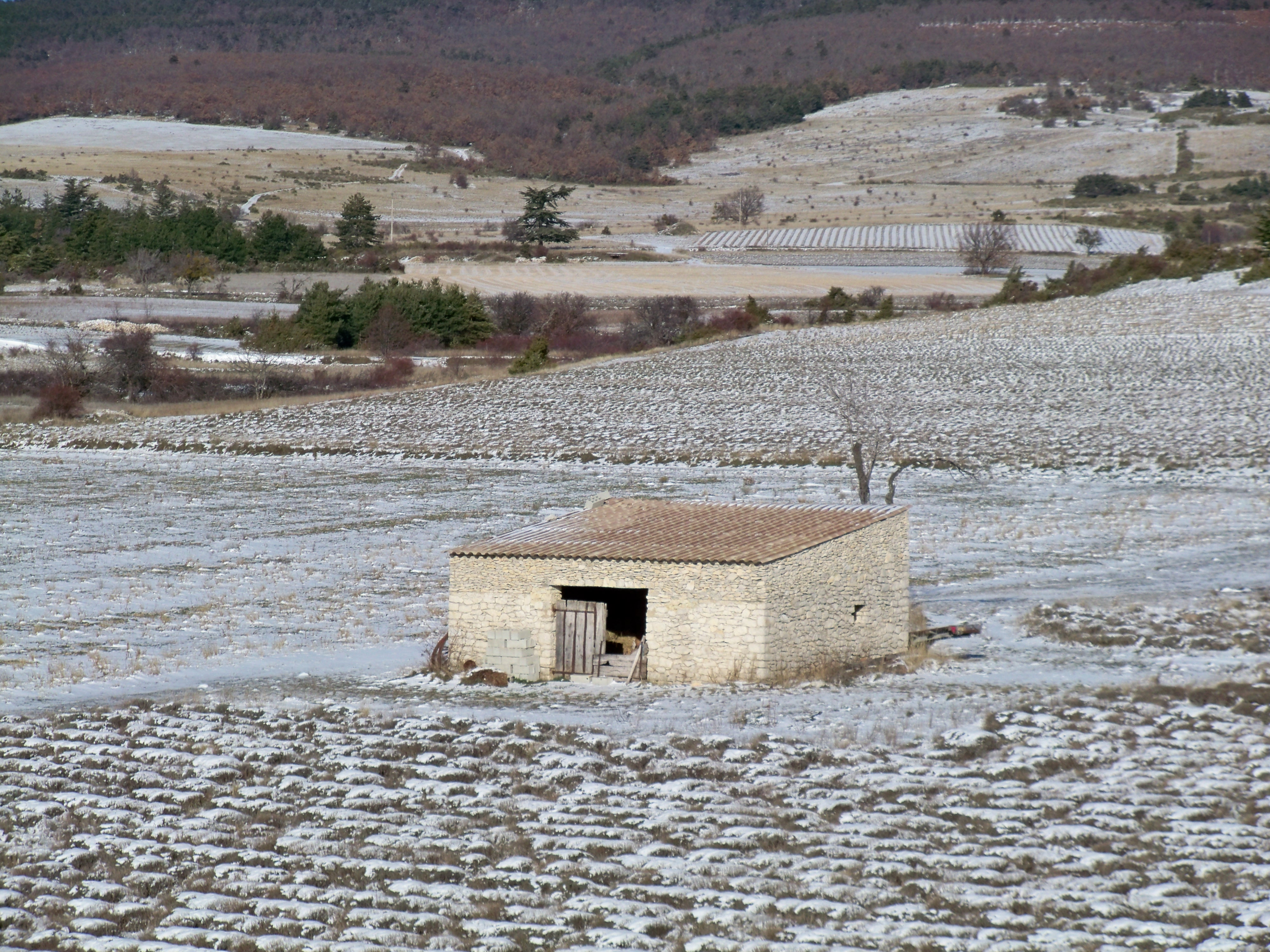
Cabanon en bordure de champ.

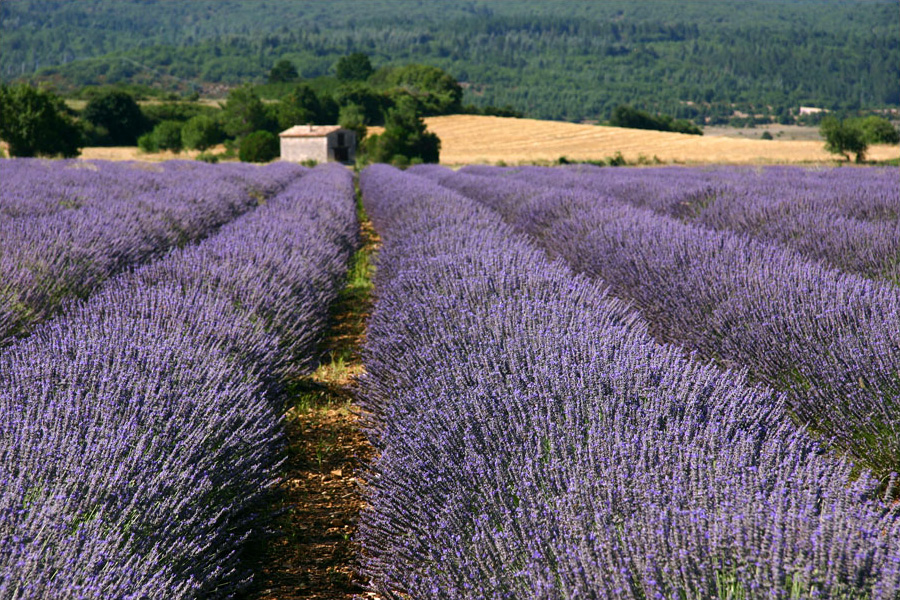
Champ de lavande et son cabanon.

L'existence de cette « maisonnette des champs » est toujours liée à une activité agricole qui contraint le paysan à rester éloigné de sa résidence habituelle.
Pour le paysan sédentaire, c'est l'éloignement de ses cultures qui impose un habitat aménagé à même son champ. Le cabanon sert à entreposer outillage, matériel à traiter et produits de traitement. C'est de plus un véritable habitat saisonnier qui est utilisé lors des travaux de longue durée.
Ces cabanons, qui se trouvent à l'orée ou au centre du champ, avaient aussi un rôle d'affirmation sociale pour le paysan. Ils étaient considérés comme « le signe de la propriété sur une terre qu'il entendait distinguer du communal ».

## Sites
Le secteur est apprécié des spéléologues pour ces nombreux avens : Trou de l'Ermite à l'est, au sud, avens de Bouffard, de la Meynière, des Cougnoux et de Jean Nouveau.

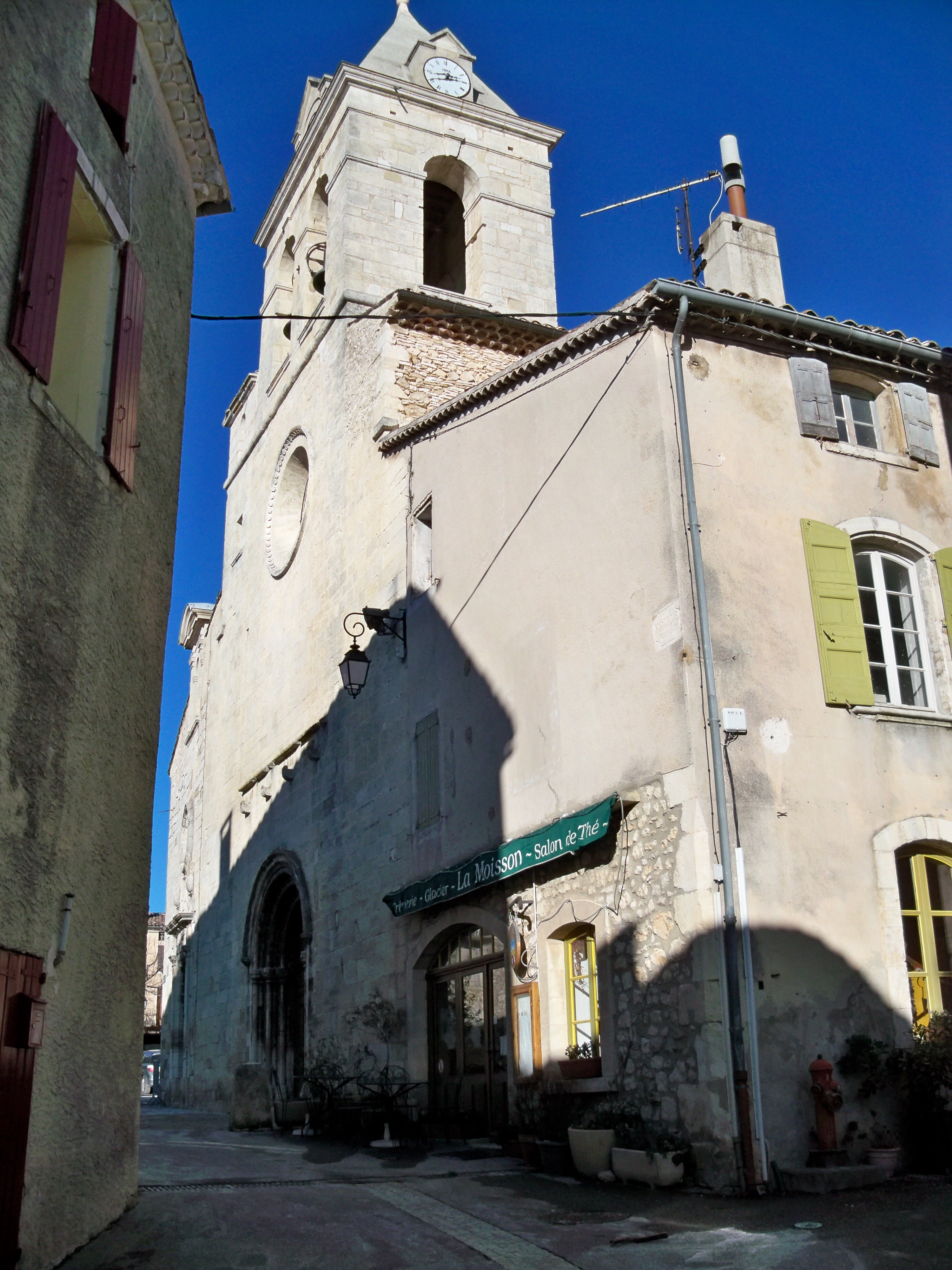
Église Notre-Dame-de-la-Tour.

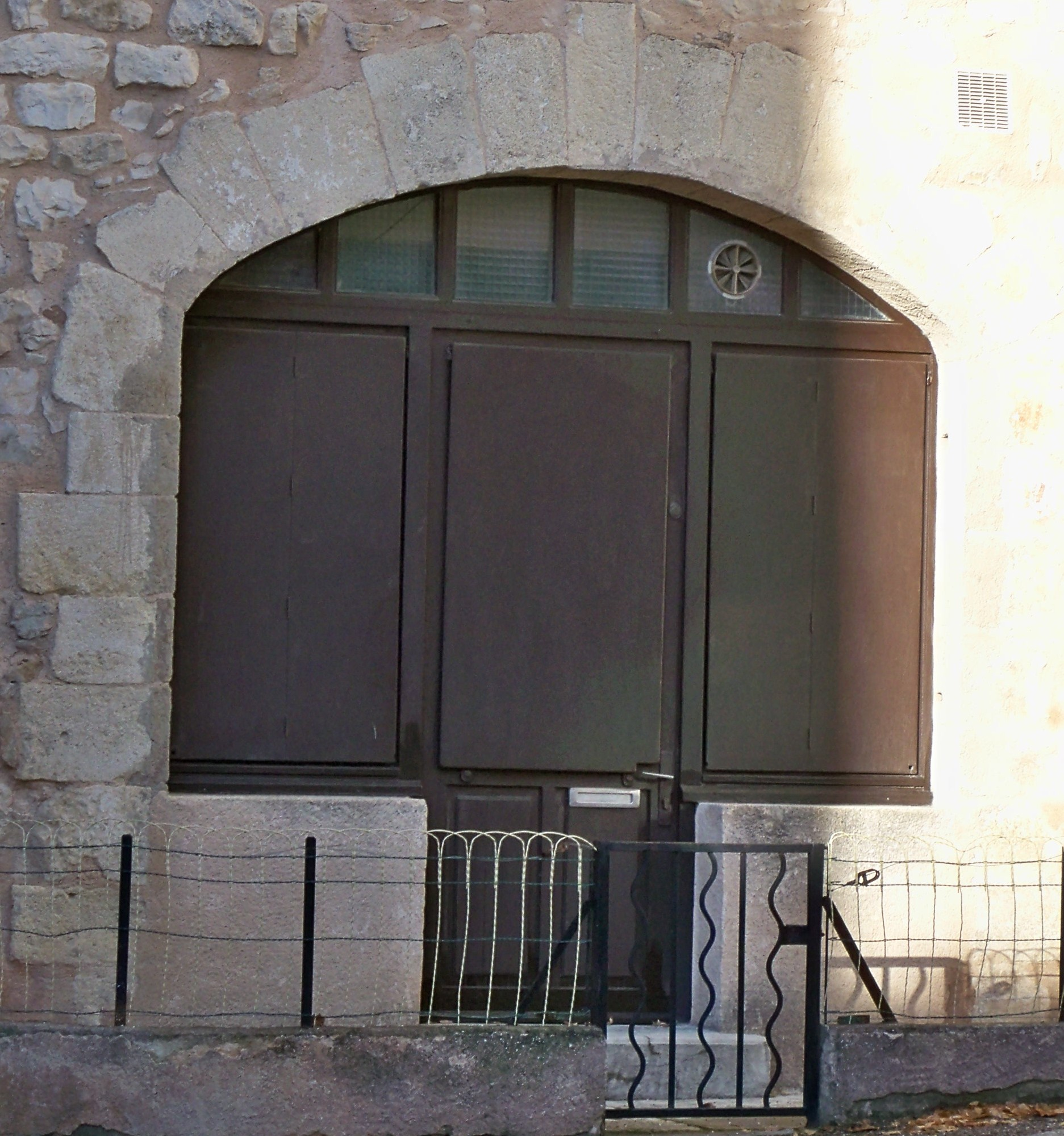
Devanture d'une ancienne échoppe sur la place du Château.

- Plusieurs façades médiévales et Renaissance (fenêtres à meneaux) avec quelques maisons à encorbellement.
- Donjon ruiné de Saint-Jean-de-Durfort et tour d'observation[1].
- Château Saint-Jaume[1].
- Viaduc (pont à Arches) sur le torrent la Croc[52].
- Église Notre-Dame-de-la-Tour de Sault, classée au titre des monuments historiques en 1990[53] (appelée aussi Saint-Sauveur) avec l'ancienne chapelle des Pénitents Blancs adossée.
- Église Sainte-Rose de Verdolier.
- Église de Saint-Jean de Sault.
- Chapelle au hameau de Saint-Jaume.
- Oratoires Notre-Dame, Saint-Joseph et du Sacré-Cœur[1].
- Monuments commémoratifs : Monuments aux Morts[54], Stèle commémorative[55].
- Musée municipal au contenu très varié : antiquités (produits de fouilles locales, importation plus inattendue d'un sarcophage égyptien avec sa momie), beaux-arts, histoire naturelle, collection d'armes (surtout d'armes blanches), etc.
- Dolmen dit l'Autel du Loup, dans les bois du Défends
- Col de la Liguière, au programme de la 11e étape du Tour de France 2021 entre Sorgues et Malaucène depuis Saint-Saturnin-lès-Apt, au km 85 avec une longueur de 9,3 km à 6,7 %.

## Personnalités liées à la commune
- Pierre de Courtois, (1878-1946), Avocat, Conseiller Général des Basses-Alpes (1910- ?), Sénateur des Basses-Alpes (1930-1945), Maire de Banon (1919-1942). Avenue Pierre de Courtois en son honneur à Banon. Pierre de Courtois était Chevalier de la Légion d’honneur.
- Antoine de Courtois, (1761-1828), Docteur en médecine, Maire de Sault.
- Pierre de Courtois, (1539), Notaire de Sault.
- François de Bonne de Créqui, lieutenant général du Dauphiné, comte de Sault. En hommage à ce titre, la ville de Grenoble donnera le nom de Sault à une rue.
- Les Agoult, famille de la noblesse provençale. La journaliste et écrivain Claire de Charnacé (1830-1912), fille de Marie d'Agoult, avait comme nom de plume C. de Sault.
- Alain Goma, né à Sault en 1972, ancien joueur de football professionnel.